# A Fazenda
A Fazenda (The Farm en inglés) es la versión actual brasileña del programa de televisión Acorralados basada en la serie de televisión sueca del mismo nombre que se creó originalmente en 2001 por Strix y producido en asociación con Sony Entertainment y Endemol.
El programa se basa en un grupo de celebridades que viven juntos las veinticuatro horas del día en una granja, aislada del mundo exterior (principalmente de los medios de comunicación, como periódicos, teléfono, televisión e Internet), mientras que todos sus pasos seguidos por las cámaras de todo el día y noche, sin privacidad durante tres meses.
Los concursantes compiten por la oportunidad de ganar el gran premio al evitar el desalojo por semana, hasta la última celebridad sigue siendo al final de la temporada en la que puede reclamar el premio mayor, dirigida por Rodrigo Carelli cuenta con 14 a 22 celebridades que están encerradas en la granja, sin contacto con el mundo exterior. Al tiempo que todos sus pasos son seguidos por las cámaras las 24 horas del día. Cada semana, los concursantes deben participar en varios retos obligatorios que determinan quién va a ganar el poder en la Granja y también hubo una edición especial, entre octubre de 2012 y enero de 2013, la Fazenda de Verão, que solo contaba con personas anónimas.

## Formato
Este formato fue creado originalmente en 2001 por la productora sueca Strix y producido en asociación con Sony Entertainment y Endemol, ya se ha presentado con éxito en más de 40 países, como ediciones en Alemania, Reino Unido, Líbano, Francia, Grecia, Chile, Hungría y Turquía.
Cada temporada, 14 o incluso 22 celebridades – como actores, cantantes, modelos y personalidades de los medios – se convierten en “peones” y tienen que demostrar su ingenio con el campo: madrugar, ordeñar vacas, bañar caballos, recoger huevos de gallinas, sembrar, cosechar, aprender a manejar carretas, arados y todo lo demás que envuelve este universo. La atracción funciona todos los días y tiene una duración de unos tres meses.
- Granjero de la Semana: El Granjero de la Semana es el encargado de delegar tareas en la Granja durante una semana, siendo inmune durante este periodo. Además, tiene la obligación de nominar a uno de los tres concursantes que irán a eliminación. Cada semana se lleva a cabo una prueba en vivo para la selección de un Granjero, es posible que un concursante asuma el sombrero de Granjero más de una vez.
- Eliminación (popularmente llamada Roça): Cada semana, tres participantes son nominados para la eliminación y pasan por la votación pública. El espectador elige qué celebridad será eliminada mediante una votación, que se realiza por teléfono (extinguido en A Fazenda 4), SMS (extinguido en A Fazenda 4), e internet a través de la web de R7, pudiendo votar tantos veces como se desee, y la eliminación se anunciará en vivo los jueves. El procedimiento se repite todas las semanas hasta el final del programa. El más votado por los concursantes se enfrenta al propuesto por el Granjero en la eliminación. En caso de empate entre las más votadas por los concursantes, el voto de minerva pertenece al Granjero.
- Prueba de Fuego: En Prueba de fuego (o Desafío Semanal, durante las primeras cuatro temporadas, o Prueba de la Llave, desde la temporada cinco hasta la novena), los competidores, excepto el Granjero de la semana, realizan un desafío en el campo de pruebas, que puede probar la habilidad, la destreza, la inteligencia, la fuerza, la resistencia o incluso la suerte de los competidores. El perdedor del desafío fue nominado automáticamente para la eliminación. La Prueba de la Llave otorgaba a un concursante el derecho a ser el guardián de un Arca, dentro de esa arca podía haber uno, dos, tres o incluso más sobres. Los sobres pueden traer beneficios o perjuicios a la dinámica del juego, además de premios. En la novena temporada, el Arca fue reemplazada por un Contenedor y en la décima temporada es reemplazada por una Lámpara. La Prueba de Fuego da derecho a un concursante a ser el guardián de una Lámpara, dentro de ella hay dos llamas. Las llamas pueden traer beneficios o perjuicios a la dinámica del juego, además de premios.
- Establo: El Establo (o Casa de la Roça, durante las primeras cuatro temporadas, o Granero, de la quinta a la séptima temporada) es el lugar donde duermen los caballos, pero también donde todas las semanas se envían peones para pasar unos días después de la pérdida del derecho a permanecer en la sede. El perdedor de la Prueba de Fuego debe nominar a dos miembros, del mismo equipo o del otro equipo, para pasar una semana completa en el Establo con él.
- Rancho del Granjero: Introducido a partir de la decima cuarta temporada, el rancho es un lugar donde el Granjero de la Semana se alojará durante su mandato, donde tendrá acceso a más ventajas y lujos, además de poder llevar a sus compañeros y aliados para desarrollar estrategias de juego.

## Ediciónes A Fazenda
| Edición          | Presentado       | Ganador(a)                               | Ganador(a)           |
| A Fazenda 1      | Britto Júnior    | Bandera del estado de Río de Janeiro     | Dado Dolabella       |
| A Fazenda 2      | Britto Júnior    | Bandera del estado de São Paulo          | Karina Bacchi        |
| A Fazenda 3      | Britto Júnior    | Bandera del estado de Río Grande del Sur | Daniel Bueno         |
| A Fazenda 4      | Britto Júnior    | Bandera del estado de Río de Janeiro     | Joana Machado        |
| A Fazenda 5      | Britto Júnior    | Bandera del estado de Río de Janeiro     | Viviane Araújo       |
| Fazenda de Verão | Rodrigo Faro     | Bandera del estado de Minas Gerais       | Angelis Borges       |
| A Fazenda 6      | Britto Júnior    | Bandera del estado de Río de Janeiro     | Bárbara Evans        |
| A Fazenda 7      | Britto Júnior    | Bandera del estado de São Paulo          | DH Silveira          |
| A Fazenda 8      | Roberto Justus   | Bandera del estado de Río de Janeiro     | Douglas Sampaio      |
| A Fazenda 9      | Roberto Justus   | Bandera del estado de São Paulo          | Flávia Viana         |
| A Fazenda 10     | Marcos Mion      | Bandera del estado de Río de Janeiro     | Rafael Ilha          |
| A Fazenda 11     | Marcos Mion      | Bandera del estado de Minas Gerais       | Lucas Viana          |
| A Fazenda 12     | Marcos Mion      | Bandera del estado de Río de Janeiro     | Jojo Todynho         |
| A Fazenda 13     | Adriane Galisteu | Bandera del estado de Alagoas            | Rico Melquiades      |
| A Fazenda 14     | Adriane Galisteu | Bandera del estado de Río de Janeiro     | Bárbara Borges       |
| A Fazenda 15     | Adriane Galisteu | Bandera del estado de Rondonia           | Jaquelline Grohalski |
| A Fazenda 16     | Adriane Galisteu | Bandera del estado de Río de Janeiro     | Sacha Bali           |
| A Fazenda 17     | Adriane Galisteu | Bandera de ?                             |                      |
| ---------------- | ---------------- | ---------------------------------------- | -------------------- |

## Primera edición (31/05/2009 – 23/08/2009)
| Bandera del estado de Río de Janeiro     | Dado Dolabella       |
| Bandera del estado de Río de Janeiro     | Danni Carlos         |
| Bandera del estado de São Paulo          | Carlinhos da Silva   |
| Bandera del estado de Goiás              | Pedro Leonardo       |
| Bandera del estado de Santa Catarina     | Danielle Souza       |
| Bandera del estado de São Paulo          | Fabiana Alvarez      |
| Bandera del estado de Río de Janeiro     | Jonathan Haagensen   |
| Bandera del estado de Santa Catarina     | Mirella Santos       |
| Bandera del estado de Goiás              | Luciele di Camargo   |
| Bandera del estado de São Paulo          | Miro Moreira         |
| Bandera del estado de Río de Janeiro     | Fábio Arruda         |
| Bandera del estado de Río Grande del Sur | Théo Becker          |
| Bandera del estado de Río de Janeiro     | Babi Xavier          |
| Bandera del estado de Río Grande del Sur | Bárbara Koboldt      |
| Bandera del estado de Paraná             | Franciely Freduzeski |
| ---------------------------------------- | -------------------- |

## Segunda edición (15/11/2009 – 10/02/2010)
| Bandera del estado de São Paulo      | Karina Bacchi       |
| Bandera del estado de São Paulo      | André Segatti       |
| Bandera del estado de Río de Janeiro | Mateus Rocha        |
| Bandera del estado de São Paulo      | Igor Cotrim         |
| Bandera del estado de Río de Janeiro | MC Leozinho         |
| Bandera del estado de Río de Janeiro | Cacau Melo          |
| Bandera del estado de São Paulo      | Sheila Mello        |
| Bandera del estado de São Paulo      | Caco Ricci          |
| Bandera del estado de São Paulo      | Maurício Manieri    |
| Bandera del estado de Santa Catarina | Fernando Scherer    |
| Bandera del estado de Goiás          | Andressa Suita      |
| Bandera del estado de Río de Janeiro | Adriana Bombom      |
| Bandera del estado de São Paulo      | Maria João Abujamra |
| Bandera del estado de São Paulo      | Ana Paula Oliveira  |
| ------------------------------------ | ------------------- |

## Tercera edición (28/09/2010 – 21/12/2010)
| Bandera del estado de Río Grande del Sur | Daniel Bueno      |
| Bandera del estado de Río de Janeiro     | Sergio Abreu      |
| Bandera del estado de Río Grande del Sur | Lizi Benites      |
| Bandera del estado de São Paulo          | Luiza Gottschalk  |
| Bandera del estado de Río de Janeiro     | Ana Carolina Dias |
| Bandera del estado de Mato Grosso        | Janaína Jacobina  |
| Bandera del estado de Río de Janeiro     | Andressa Soares   |
| Bandera del estado de São Paulo          | Carlos Carrasco   |
| Bandera del estado de São Paulo          | Viola             |
| Bandera del estado de São Paulo          | Dudu Pelizzari    |
| Bandera del estado de Minas Gerais       | Nany People       |
| Bandera del estado de Río de Janeiro     | Sérgio Mallandro  |
| Bandera del estado de Río de Janeiro     | Tico Santa Cruz   |
| Bandera del estado de São Paulo          | Geisy Arruda      |
| Bandera del estado de Río de Janeiro     | Monique Evans     |
| ---------------------------------------- | ----------------- |

## Cuarta edición (19/07/2011 – 12/10/2011)
| Bandera del estado de Río de Janeiro     | Joana Machado       |
| Bandera del estado de Río de Janeiro     | Monique Evans       |
| Bandera del estado de São Paulo          | Raquel Pacheco      |
| Bandera del estado de Río de Janeiro     | Valesca Popozuda    |
| Bandera del estado de Santa Catarina     | Marlon              |
| Bandera del estado de Río de Janeiro     | Thiago Gagliasso    |
| Bandera del estado de São Paulo          | Dinei               |
| Bandera del estado de Minas Gerais       | Gui Pádua           |
| Bandera del estado de Bahía              | Compadre Washington |
| Bandera del estado de Río de Janeiro     | Anna Markun         |
| Bandera del estado de Río Grande del Sur | Dani Bolina         |
| Bandera del estado de São Paulo          | João Kléber         |
| Bandera del estado de São Paulo          | Taciane Ribeiro     |
| Bandera de Serbia                        | Duda Yankovich      |
| Bandera del estado de Minas Gerais       | François Teles      |
| Bandera del estado de São Paulo          | Renata Banhara      |
| ---------------------------------------- | ------------------- |

## Quinta edición (29/05/2012 – 29/08/2012)
| Bandera del estado de Río de Janeiro | Viviane Araújo     |
| Bandera del estado de São Paulo      | Felipe Folgosi     |
| Bandera del estado de Minas Gerais   | Léo Áquilla        |
| Bandera del estado de Paraná         | Nicole Bahls       |
| Bandera del estado de Río de Janeiro | Robertha Portella  |
| Bandera del estado de Minas Gerais   | Simone Sampaio     |
| Bandera del estado de São Paulo      | Vavá               |
| Bandera del estado de Bahía          | Penélope Nova      |
| Bandera del estado de Bahía          | Diego Pombo        |
| Bandera del estado de Río de Janeiro | Ângela Bismarchi   |
| Bandera del estado de Río de Janeiro | Gretchen           |
| Bandera del estado de Río de Janeiro | Rodrigo Capella    |
| Bandera del estado de Río de Janeiro | Shayene Cesário    |
| Bandera del estado de Río de Janeiro | Sylvinho Blau-Blau |
| Bandera del estado de Río de Janeiro | Gustavo Salyer     |
| Bandera del estado de Río de Janeiro | Lui Mendes         |
| ------------------------------------ | ------------------ |

## Fazenda de Verão (31/10/2012 – 30/01/2013)
| Bandera del estado de Minas Gerais       | Angelis Borges  |
| Bandera del estado de Río Grande del Sur | Ísis Gomes      |
| Bandera del estado de Río de Janeiro     | Thyago Gesta    |
| Bandera del estado de Santa Catarina     | Victor Aviz     |
| Bandera del estado de Paraná             | Manoella Stoltz |
| Bandera del estado de Río de Janeiro     | Dan Waineraich  |
| Bandera del estado de Minas Gerais       | Flávia Armond   |
| Bandera del estado de Minas Gerais       | Karine Dornelas |
| Bandera del estado de Paraná             | Natália Inoue   |
| Bandera del estado de Río Grande del Sur | Rodrigo Carril  |
| Bandera del estado de Río de Janeiro     | Raphael Machado |
| Bandera del estado de São Paulo          | Haysam Ali      |
| Bandera del estado de Goiás              | Nuelle Alves    |
| Bandera del estado de Río de Janeiro     | Lucas Barreto   |
| Bandera del estado de Bahía              | Sacramento      |
| Bandera del estado de São Paulo          | Bianca Luperini |
| Bandera del estado de São Paulo          | Halan Assakura  |
| Bandera del estado de São Paulo          | Rodrigo Simões  |
| Bandera del estado de Bahía              | Gabriela Novaes |
| Bandera del estado de Río Grande del Sur | Claudia Kramer  |
| ---------------------------------------- | --------------- |

## Sexta edición (23/06/2013 – 29/09/2013)
| Bandera del estado de Río de Janeiro     | Bárbara Evans    |
| Bandera del Distrito Federal de Brasil   | Denise Rocha     |
| Bandera del estado de São Paulo          | Marcos Oliver    |
| Bandera del estado de São Paulo          | Mateus Verdelho  |
| Bandera del estado de Río de Janeiro     | Gominho          |
| Bandera del estado de Río de Janeiro     | Yani de Simone   |
| Bandera del estado de Río Grande del Sur | Andressa Urach   |
| Bandera del estado de São Paulo          | Yudi Tamashiro   |
| Bandera del estado de Río de Janeiro     | Beto Malfacini   |
| Bandera del estado de Goiás              | Paulo Nunes      |
| Bandera del estado de Minas Gerais       | Scheila Carvalho |
| Bandera del estado de Río de Janeiro     | Ivo Meirelles    |
| Bandera del estado de Río de Janeiro     | Rita Cadillac    |
| Bandera del estado de Espírito Santo     | Aryane Steinkopf |
| Bandera del estado de São Paulo          | Lu Schievano     |
| Bandera del estado de São Paulo          | Márcio Duarte    |
| ---------------------------------------- | ---------------- |

## Séptima edición (10/09/2014 – 10/12/2014)
| Bandera del estado de São Paulo      | DH Silveira       |
| Bandera del estado de São Paulo      | Babi Rossi        |
| Bandera del estado de Río de Janeiro | Heloísa Faissol   |
| Bandera del estado de Río de Janeiro | Pepê & Neném      |
| Bandera del estado de São Paulo      | Leo Rodriguez     |
| Bandera del estado de Río de Janeiro | Andréia Sorvetão  |
| Bandera del estado de Minas Gerais   | MC Brunninha      |
| Bandera del estado de Río de Janeiro | Marlos Cruz       |
| Bandera del estado de Minas Gerais   | Bruna Tang        |
| Bandera del estado de Espírito Santo | Débora Lyra       |
| Bandera del estado de São Paulo      | Felipeh Campos    |
| Bandera del estado de Río de Janeiro | Robson Caetano    |
| Bandera del estado de Río de Janeiro | Cristina Mortágua |
| Bandera del estado de Minas Gerais   | Lorena Bueri      |
| Bandera de Puerto Rico               | Roy Rosello       |
| Bandera del estado de Paraná         | Diego Cristo      |
| Bandera del estado de São Paulo      | Oscar Maroni      |
| ------------------------------------ | ----------------- |

## Octava edición (23/09/2015 – 08/12/2015)
| Bandera del estado de Río de Janeiro     | Douglas Sampaio      |
| Bandera del estado de São Paulo          | Ana Paula Minerato   |
| Bandera del estado de Río de Janeiro     | Luka Ribeiro         |
| Bandera del estado de Minas Gerais       | Rayanne Moraes       |
| Bandera del estado de São Paulo          | João Paulo Mantovani |
| Bandera del estado de Acre               | Marcelo Bimbi        |
| Bandera del estado de Bahía              | Mara Maravilha       |
| Bandera del estado de Río de Janeiro     | Carla Prata          |
| Bandera del estado de São Paulo          | Quelynah             |
| Bandera del estado de Paraná             | Li Martins           |
| Bandera del Distrito Federal de Brasil   | Rebeca Gusmão        |
| Bandera del estado de Paraná             | Thiago Servo         |
| Bandera del estado de Pernambuco         | Ovelha               |
| Bandera del estado de Santa Catarina     | Veridiana Freitas    |
| Bandera del estado de Río Grande del Sur | Edu K                |
| Bandera del estado de São Paulo          | Amaral               |
| ---------------------------------------- | -------------------- |

## Novena edición (12/09/2017 – 07/12/2017)
| Bandera del estado de São Paulo          | Flávia Viana       |
| Bandera del estado de Río Grande del Sur | Marcos Härter      |
| Bandera del estado de Minas Gerais       | Matheus Lisboa     |
| Bandera del estado de Goiás              | Monick Camargo     |
| Bandera del estado de Río de Janeiro     | Rita Cadillac      |
| Bandera del estado de Goiás              | Yuri Fernandes     |
| Bandera del estado de Santa Catarina     | Monique Amin       |
| Bandera del estado de São Paulo          | Marcelo Zangrandi  |
| Bandera del estado de São Paulo          | Ana Paula Minerato |
| Bandera del estado de São Paulo          | Aritana Maroni     |
| Bandera del estado de Minas Gerais       | Conrado            |
| Bandera del estado de São Paulo          | Nahim              |
| Bandera del estado de São Paulo          | Dinei              |
| Bandera del estado de Río de Janeiro     | Fábio Arruda       |
| Bandera del estado de Río de Janeiro     | Adriana Bombom     |
| Bandera del estado de Paraná             | Nicole Bahls       |
| ---------------------------------------- | ------------------ |

## Décima edición (18/09/2018 – 13/12/2018)
| Bandera del estado de Río de Janeiro   | Rafael Ilha       |
| Bandera del estado de Río de Janeiro   | João Zoli         |
| Bandera del estado de São Paulo        | Caíque Aguiar     |
| Bandera del estado de Minas Gerais     | Evandro Santo     |
| Bandera del estado de São Paulo        | Felipe Sertanejo  |
| Bandera del Distrito Federal de Brasil | Cátia Paganote    |
| Bandera del estado de Río de Janeiro   | Léo Stronda       |
| Bandera del estado de Río de Janeiro   | Luane Dias        |
| Bandera del estado de São Paulo        | Fernanda Lacerda  |
| Bandera del estado de Pernambuco       | Nadja Pessoa      |
| Bandera del Distrito Federal de Brasil | Gabi Prado        |
| Bandera del estado de Alagoas          | Aloísio Chulapa   |
| Bandera del estado de Río de Janeiro   | Perlla            |
| Bandera del estado de Minas Gerais     | Ana Paula Renault |
| Bandera del estado de Paraná           | Sandro Pedroso    |
| Bandera del estado de São Paulo        | Vida Vlatt        |
| -------------------------------------- | ----------------- |

## Décima primera edición (17/09/2019 – 12/12/2019)
| Bandera del estado de Minas Gerais     | Lucas Viana        |
| Bandera del estado de Goiás            | Hariany Almeida    |
| Bandera del Distrito Federal de Brasil | Diego Grossi       |
| Bandera del estado de São Paulo        | Sabrina Paiva      |
| Bandera del estado de São Paulo        | Rodrigo Phavanello |
| Bandera del estado de Minas Gerais     | Viny Vieira        |
| Bandera del estado de Ceará            | Thayse Teixeira    |
| Bandera del estado de Goiás            | Netto              |
| Bandera del estado de São Paulo        | Guilherme Leão     |
| Bandera del estado de Río de Janeiro   | Andréa de Nóbrega  |
| Bandera del estado de São Paulo        | Bifão              |
| Bandera del estado de Río de Janeiro   | Jorge Sousa        |
| Bandera del estado de São Paulo        | Tati Dias          |
| Bandera del estado de Goiás            | Túlio Maravilha    |
| Bandera del estado de Santa Catarina   | Aricia Silva       |
| Bandera del estado de Río de Janeiro   | Phellipe Haagensen |
| Bandera del estado de Río de Janeiro   | Drika Marinho      |
| -------------------------------------- | ------------------ |

## Décima segunda edición (08/09/2020 – 17/12/2020)
| Bandera del estado de Río de Janeiro      | Jojo Todynho        |
| Bandera del estado de São Paulo           | Biel                |
| Bandera del estado de Río Grande del Sur  | Stéfani Bays        |
| Bandera del estado de Paraná              | Lipe Ribeiro        |
| Bandera del estado de Bahía               | Tays Reis           |
| Bandera del estado de Paraná              | Lidi Lisboa         |
| Bandera del estado de São Paulo           | Mateus Carrieri     |
| Bandera del estado de Mato Grosso del Sur | Mariano             |
| Bandera del estado de Mato Grosso         | Jakelyne Oliveira   |
| Bandera del estado de Acre                | Raissa Barbosa      |
| Bandera del estado de São Paulo           | MC Mirella          |
| Bandera del estado de São Paulo           | Lucas Selfie        |
| Bandera del estado de São Paulo           | Juliano Ceglia      |
| Bandera del estado de São Paulo           | Victória Villarim   |
| Bandera del estado de São Paulo           | Luiza Ambiel        |
| Bandera del estado de Río Grande del Sur  | Carol Narizinho     |
| Bandera del estado de São Paulo           | Lucas Cartolouco    |
| Bandera del estado de São Paulo           | Rodrigo Moraes      |
| Bandera del estado de Pernambuco          | JP Gadêlha          |
| Bandera del estado de São Paulo           | Fernandinho Beatbox |
| ----------------------------------------- | ------------------- |

### Tabla de nominaciones
|                           | Semana 1                                                            | Semana 2                 | Semana 3                      | Semana 4                      | Semana 5                                               | Semana 6                     | Semana 6                     | Semana 7                     | Semana 8                   | Semana 9                   | Semana 10                   | Semana 11                   | Semana 12                   | Semana 13                  | Semana 13                  | Semana 14                 | Semana 14                     | Semana 14                        | Semana 14                          |
| Día 97                    | Semana 1                                                            | Semana 2                 | Semana 3                      | Semana 4                      | Semana 5                                               | Semana 6                     | Semana 6                     | Semana 7                     | Semana 8                   | Semana 9                   | Semana 10                   | Semana 11                   | Semana 12                   | Semana 13                  | Semana 13                  | Día 99                    | Día 99                        | Final                            |                                    |
| ------------------------- | ------------------------------------------------------------------- | ------------------------ | ----------------------------- | ----------------------------- | ------------------------------------------------------ | ---------------------------- | ---------------------------- | ---------------------------- | -------------------------- | -------------------------- | --------------------------- | --------------------------- | --------------------------- | -------------------------- | -------------------------- | ------------------------- | ----------------------------- | -------------------------------- | ---------------------------------- |
| Granjero de la Semana     | Jakelyne                                                            | Rodrigo                  | Carol                         | Juliano                       | Luiza                                                  | Mariano                      | Mariano                      | Juliano                      | Jakelyne                   | Biel                       | Jakelyne                    | Jojo                        | Mateus                      | Lidi                       | Lidi                       | Stéfani                   | (nadie)                       | (nadie)                          | (nadie)                            |
| Poder de la Lámpara       | JP                                                                  | Juliano                  | Lipe                          | Lucas                         | Lipe                                                   | Raissa                       | Raissa                       | Biel                         | Lucas                      | Mirella                    | Mariano                     | Lipe                        | Mariano                     | Biel                       | Biel                       | (nadie)                   | (nadie)                       | (nadie)                          | (nadie)                            |
| Excluidos (Establo)       | Biel Carol Cartolouco Fernandinho JP Luiza Mariano Rodrigo Victória | Lidi Lucas Mateus Raissa | Biel Juliano Rodrigo Victória | Lidi Luiza Mirella Tays       | Biel Jojo Juliano Mariano Mateus Stéfani Tays Victória | Biel Juliano Lucas Mateus    | Biel Juliano Lucas Mateus    | Jakelyne Lipe Mirella Raissa | Jojo Lidi Mateus Stéfani   | Lipe Lucas Mariano Stéfani | Biel Lidi Raissa Stéfani    | Jakelyne Mateus Raissa Tays | Biel Jojo Lipe Stéfani      | Lipe Stéfani Tays          | Lipe Stéfani Tays          | (nadie)                   | (nadie)                       | (nadie)                          | (nadie)                            |
| Nominado (Granjero)       | Cartolouco                                                          | Carol                    | Rodrigo                       | Jojo                          | Tays                                                   | Luiza                        | Luiza                        | Lipe                         | Juliano                    | Jojo                       | Mirella                     | Lidi                        | Jakelyne                    | Mariano                    | Mariano                    | Mateus                    | (nadie)                       | (nadie)                          | (nadie)                            |
| Nominado (Peones)         | Raissa                                                              | Luiza                    | Raissa                        | Biel Cartolouco               | Carol                                                  | Mirella                      | Mirella                      | Victória                     | Biel                       | Mateus Raissa              | Mateus                      | Mariano                     | Biel                        | Mateus Jojo                | Mateus Jojo                | Jojo                      | (nadie)                       | (nadie)                          | (nadie)                            |
| Nominado (Establo)        | Fernandinho                                                         | Lidi                     | Biel                          | Luiza                         | Biel                                                   | Mateus                       | Mateus                       | Jakelyne                     | (nadie)                    | Lucas                      | Stéfani                     | Raissa                      | Lidi                        | Lipe                       | Lipe                       | Lidi                      | (nadie)                       | (nadie)                          | (nadie)                            |
| Nominado (Otros)          | Rodrigo                                                             | JP                       | Cartolouco Juliano            | Biel                          | Mariano                                                | Juliano                      | Juliano                      | Tays Raissa                  | Mateus Tays                | Jakelyne                   | Tays Jojo                   | Mateus                      | Jojo                        | Stéfani                    | Stéfani                    | (nadie)                   | Biel Jojo Lidi                | Lipe Tays Stéfani                | (nadie)                            |
|                           |                                                                     |                          |                               |                               |                                                        |                              |                              |                              |                            |                            |                             |                             |                             |                            |                            |                           |                               |                                  |                                    |
| Jojo                      | Lidi                                                                | Juliano                  | Cartolouco                    | Biel Cartolouco               | Juliano                                                | Mirella                      | Juliano                      | Mariano                      | Biel                       | Jakelyne                   | Tays                        | Mariano                     | Biel                        | Biel                       | Biel                       | Biel                      | Nominada                      | Salvada                          | Ganadora (Día 103)                 |
| Biel                      | Raissa                                                              | Luiza                    | Raissa                        | Stéfani                       | Carol                                                  | Jakelyne                     | Lidi                         | Lidi                         | Raissa                     | Granjero                   | Jojo                        | Stéfani                     | Jojo                        | Lipe                       | Stéfani                    | Jojo                      | Jojo Lidi                     | Salvado                          | 2.º finalista (Día 103)            |
| Stéfani                   | Biel                                                                | Biel                     | Tays                          | Biel Cartolouco               | Juliano                                                | Tays                         | Juliano                      | Biel                         | Biel                       | Mateus                     | Mateus                      | Mariano                     | Biel                        | Mateus                     | Biel                       | Granjera                  | Salvada                       | Nominada                         | 3.ª finalista (Día 103)            |
| Lipe                      | Raissa                                                              | Luiza                    | Vetado                        | Biel Cartolouco               | Carol                                                  | Mirella                      | Juliano                      | Victória                     | Biel                       | Mateus                     | Mateus                      | Biel                        | Biel                        | Mateus                     | Biel                       | Tays                      | Salvado                       | Tays Stéfani                     | 4.º finalista (Día 103)            |
| Tays                      | Rodrigo                                                             | Luiza                    | Raissa                        | Stéfani                       | Mirella                                                | Mirella                      | Juliano                      | Stéfani                      | Mirella                    | Raissa                     | Jojo                        | Raissa                      | Lipe                        | Lipe                       | Stéfani                    | Lipe                      | Salvada                       | Nominada                         | Eliminada (Día 101)                |
| Lidi                      | Biel                                                                | Victória                 | Jojo                          | Mateus                        | Carol                                                  | Mirella                      | Juliano                      | Victória                     | Biel                       | Mateus                     | Mateus                      | Mariano                     | Jojo                        | Granjera                   | Granjera                   | Jojo                      | Nominada                      | Eliminada (Día 100)              | Eliminada (Día 100)                |
| Mateus                    | Raissa                                                              | JP                       | Lidi                          | Biel Cartolouco               | Raissa                                                 | Lidi                         | Lidi                         | Victória                     | Mirella                    | Raissa                     | Lipe                        | Raissa                      | Granjero                    | Stéfani                    | Stéfani                    | Lidi                      | Eliminado (Día 98)            | Eliminado (Día 98)               | Eliminado (Día 98)                 |
| Mariano                   | Rodrigo                                                             | Mirella                  | Luiza                         | Cartolouco (x2)               | Mirella                                                | Granjero                     | Granjero                     | Victória                     | Mirella                    | Mirella                    | Jojo                        | Stéfani                     | Stéfani                     | Mateus                     | Stéfani                    | Eliminado (Día 96)        | Eliminado (Día 96)            | Eliminado (Día 96)               | Eliminado (Día 96)                 |
| Jakelyne                  | Granjera                                                            | JP                       | Raissa                        | Biel Cartolouco               | Juliano                                                | Mirella                      | Juliano                      | Victória                     | Granjera                   | Mateus                     | Granjera                    | Raissa                      | Biel                        | Eliminada (Día 89)         | Eliminada (Día 89)         | Eliminada (Día 89)        | Eliminada (Día 89)            | Eliminada (Día 89)               | Eliminada (Día 89)                 |
| Raissa                    | Biel                                                                | Lipe                     | Tays                          | Cartolouco (x2)               | Juliano                                                | Victória (x2)                | Juliano                      | Victória                     | Biel                       | Mateus                     | Tays                        | Mateus                      | Eliminada (Día 82)          | Eliminada (Día 82)         | Eliminada (Día 82)         | Eliminada (Día 82)        | Eliminada (Día 82)            | Eliminada (Día 82)               | Eliminada (Día 82)                 |
| Mirella                   | Jojo                                                                | Mariano                  | Tays                          | Mariano                       | Lidi                                                   | Jakelyne                     | Lidi                         | Lidi                         | Mariano                    | Tays                       | Mateus                      | Eliminada (Día 75)          | Eliminada (Día 75)          | Eliminada (Día 75)         | Eliminada (Día 75)         | Eliminada (Día 75)        | Eliminada (Día 75)            | Eliminada (Día 75)               | Eliminada (Día 75)                 |
| Lucas                     | Biel                                                                | Luiza                    | Vetado                        | Cartolouco (x2)               | Carol                                                  | Lipe                         | Juliano                      | Mateus                       | Biel                       | Jakelyne                   | Eliminado (Día 68)          | Eliminado (Día 68)          | Eliminado (Día 68)          | Eliminado (Día 68)         | Eliminado (Día 68)         | Eliminado (Día 68)        | Eliminado (Día 68)            | Eliminado (Día 68)               | Eliminado (Día 68)                 |
| Juliano                   | Raissa                                                              | Luiza                    | Raissa                        | Biel                          | Carol                                                  | Jakelyne                     | Lidi                         | Granjero                     | Biel                       | Eliminado (Día 61)         | Eliminado (Día 61)          | Eliminado (Día 61)          | Eliminado (Día 61)          | Eliminado (Día 61)         | Eliminado (Día 61)         | Eliminado (Día 61)        | Eliminado (Día 61)            | Eliminado (Día 61)               | Eliminado (Día 61)                 |
| Victória                  | Lidi                                                                | Cartolouco               | Lidi                          | Lipe                          | Jakelyne                                               | Jakelyne                     | Lidi                         | Lidi                         | Eliminada (Día 54)         | Eliminada (Día 54)         | Eliminada (Día 54)          | Eliminada (Día 54)          | Eliminada (Día 54)          | Eliminada (Día 54)         | Eliminada (Día 54)         | Eliminada (Día 54)        | Eliminada (Día 54)            | Eliminada (Día 54)               | Eliminada (Día 54)                 |
| Luiza                     | Juliano                                                             | Biel                     | Tays (x2)                     | Mariano                       | Granjera                                               | Jakelyne                     | Lidi                         | Eliminada (Día 47)           | Eliminada (Día 47)         | Eliminada (Día 47)         | Eliminada (Día 47)          | Eliminada (Día 47)          | Eliminada (Día 47)          | Eliminada (Día 47)         | Eliminada (Día 47)         | Eliminada (Día 47)        | Eliminada (Día 47)            | Eliminada (Día 47)               | Eliminada (Día 47)                 |
| Carol                     | Lidi                                                                | Lipe                     | Granjera                      | Biel Cartolouco               | Lidi                                                   | Eliminada (Día 40)           | Eliminada (Día 40)           | Eliminada (Día 40)           | Eliminada (Día 40)         | Eliminada (Día 40)         | Eliminada (Día 40)          | Eliminada (Día 40)          | Eliminada (Día 40)          | Eliminada (Día 40)         | Eliminada (Día 40)         | Eliminada (Día 40)        | Eliminada (Día 40)            | Eliminada (Día 40)               | Eliminada (Día 40)                 |
| Cartolouco                | Raissa                                                              | Luiza                    | Raissa (x2)                   | Vetado                        | Eliminado (Día 33)                                     | Eliminado (Día 33)           | Eliminado (Día 33)           | Eliminado (Día 33)           | Eliminado (Día 33)         | Eliminado (Día 33)         | Eliminado (Día 33)          | Eliminado (Día 33)          | Eliminado (Día 33)          | Eliminado (Día 33)         | Eliminado (Día 33)         | Eliminado (Día 33)        | Eliminado (Día 33)            | Eliminado (Día 33)               | Eliminado (Día 33)                 |
| Rodrigo                   | Raissa                                                              | Granjero                 | Mateus                        | Eliminado (Día 26)            | Eliminado (Día 26)                                     | Eliminado (Día 26)           | Eliminado (Día 26)           | Eliminado (Día 26)           | Eliminado (Día 26)         | Eliminado (Día 26)         | Eliminado (Día 26)          | Eliminado (Día 26)          | Eliminado (Día 26)          | Eliminado (Día 26)         | Eliminado (Día 26)         | Eliminado (Día 26)        | Eliminado (Día 26)            | Eliminado (Día 26)               | Eliminado (Día 26)                 |
| JP                        | Raissa                                                              | Jakelyne                 | Eliminado (Día 19)            | Eliminado (Día 19)            | Eliminado (Día 19)                                     | Eliminado (Día 19)           | Eliminado (Día 19)           | Eliminado (Día 19)           | Eliminado (Día 19)         | Eliminado (Día 19)         | Eliminado (Día 19)          | Eliminado (Día 19)          | Eliminado (Día 19)          | Eliminado (Día 19)         | Eliminado (Día 19)         | Eliminado (Día 19)        | Eliminado (Día 19)            | Eliminado (Día 19)               | Eliminado (Día 19)                 |
| Fernandinho               | Raissa                                                              | Eliminado (Día 12)       | Eliminado (Día 12)            | Eliminado (Día 12)            | Eliminado (Día 12)                                     | Eliminado (Día 12)           | Eliminado (Día 12)           | Eliminado (Día 12)           | Eliminado (Día 12)         | Eliminado (Día 12)         | Eliminado (Día 12)          | Eliminado (Día 12)          | Eliminado (Día 12)          | Eliminado (Día 12)         | Eliminado (Día 12)         | Eliminado (Día 12)        | Eliminado (Día 12)            | Eliminado (Día 12)               | Eliminado (Día 12)                 |
|                           |                                                                     |                          |                               |                               |                                                        |                              |                              |                              |                            |                            |                             |                             |                             |                            |                            |                           |                               |                                  |                                    |
| Nominados                 | Cartolouco Fernandinho Raissa Rodrigo                               | Carol JP Lidi Luiza      | Biel Juliano Raissa Rodrigo   | Biel Cartolouco Jojo Luiza    | Biel Carol Mariano Tays                                | Juliano Luiza Mateus Mirella | Juliano Luiza Mateus Mirella | Jakelyne Lipe Tays Victória  | Biel Juliano Mateus Tays   | Jakelyne Jojo Lucas Raissa | Jojo Mateus Mirella Stéfani | Lidi Mariano Mateus Raissa  | Biel Jakelyne Jojo Lidi     | Jojo Lipe Mariano Stéfani  | Jojo Lipe Mariano Stéfani  | (nadie)                   | (nadie)                       | (nadie)                          | (nadie)                            |
| Salvado por Pruebla       | Rodrigo                                                             | Carol                    | Juliano                       | Luiza                         | Mariano                                                | Juliano                      | Juliano                      | Jakelyne                     | Biel                       | Jakelyne                   | Jojo                        | Mateus                      | Lidi                        | Jojo Stéfani               | Jojo Stéfani               | (nadie)                   | (nadie)                       | (nadie)                          | (nadie)                            |
| Nominados por Eliminación | Cartolouco Fernandinho Raissa                                       | JP Lidi Luiza            | Biel Raissa Rodrigo           | Biel Cartolouco Jojo          | Biel Carol Tays                                        | Luiza Mateus Mirella         | Luiza Mateus Mirella         | Lipe Tays Victória           | Juliano Mateus Tays        | Jojo Lucas Raissa          | Mateus Mirella Stéfani      | Lidi Mariano Raissa         | Biel Jakelyne Jojo          | Jojo Lipe Mariano          | Jojo Lipe Mariano          | Jojo Lidi Mateus          | Biel Jojo Lidi                | Lipe Stéfani Tays                | Biel Jojo Lipe Stéfani             |
| Eliminados                | Fernandinho 22,45% para salvar                                      | JP 26,06% para salvar    | Rodrigo 25,63% para salvar    | Cartolouco 24,90% para salvar | Carol 29,51% para salvar                               | Luiza 11,01% para salvar     | Luiza 11,01% para salvar     | Victória 19,24% para salvar  | Juliano 29,43% para salvar | Lucas 26,45% para salvar   | Mirella 29,44% para salvar  | Raissa 25,58% para salvar   | Jakelyne 27,20% para salvar | Mariano 24,91% para salvar | Mariano 24,91% para salvar | Mateus 20,02% para salvar | Lidi 16,51% para salvar       | Tays 29,29% para salvar          | Lipe 4,87%(entre 4) para ganar     |
| Eliminados                | Fernandinho 22,45% para salvar                                      | JP 26,06% para salvar    | Rodrigo 25,63% para salvar    | Cartolouco 24,90% para salvar | Carol 29,51% para salvar                               | Luiza 11,01% para salvar     | Luiza 11,01% para salvar     | Victória 19,24% para salvar  | Juliano 29,43% para salvar | Lucas 26,45% para salvar   | Mirella 29,44% para salvar  | Raissa 25,58% para salvar   | Jakelyne 27,20% para salvar | Mariano 24,91% para salvar | Mariano 24,91% para salvar | Mateus 20,02% para salvar | Lidi 16,51% para salvar       | Tays 29,29% para salvar          | Stéfani 11,36%(entre 3) para ganar |
| Eliminados                | Fernandinho 22,45% para salvar                                      | JP 26,06% para salvar    | Rodrigo 25,63% para salvar    | Cartolouco 24,90% para salvar | Carol 29,51% para salvar                               | Luiza 11,01% para salvar     | Luiza 11,01% para salvar     | Victória 19,24% para salvar  | Juliano 29,43% para salvar | Lucas 26,45% para salvar   | Mirella 29,44% para salvar  | Raissa 25,58% para salvar   | Jakelyne 27,20% para salvar | Mariano 24,91% para salvar | Mariano 24,91% para salvar | Mateus 20,02% para salvar | Lidi 16,51% para salvar       | Tays 29,29% para salvar          | Biel 36,10%(entre 3) para ganar    |
| Salvados                  | Cartolouco 33,41% para salvar                                       | Luiza 33,19% para salvar | Biel 32,73% para salvar       | Biel 30,79% para salvar       | Biel 33,02% para salvar                                | Mirella 18,62% para salvar   | Mirella 18,62% para salvar   | Tays 29,76% para salvar      | Tays 31,25% para salvar    | Raissa 33,97% para salvar  | Stéfani 32,91% para salvar  | Lidi 32,62% para salvar     | Biel 33,52% para salvar     | Lipe 28,31% para salvar    | Lipe 28,31% para salvar    | Lidi 27,52% para salvar   | Biel No divulgado para salvar | Lipe No divulgado para salvar    | Jojo 52,54%(entre 3) para ganar    |
| Salvados                  | Raissa 44,14% para salvar                                           | Lidi 40,75% para salvar  | Raissa 41,64% para salvar     | Jojo 44,31% para salvar       | Tays 37,47% para salvar                                | Mateus 70,37% para salvar    | Mateus 70,37% para salvar    | Lipe 51% para salvar         | Mateus 39,32% para salvar  | Jojo 39,58% para salvar    | Mateus 37,65% para salvar   | Mariano 41,80% para salvar  | Jojo 39,28% para salvar     | Jojo 46,78% para salvar    | Jojo 46,78% para salvar    | Jojo 52,46% para salvar   | Jojo No divulgado para salvar | Stéfani No divulgado para salvar | Jojo 52,54%(entre 3) para ganar    |

## Décima tercera edición (14/09/2021 – 16/12/2021)
| Bandera del estado de Alagoas             | Rico Melquiades       |
| Bandera del estado de Espírito Santo      | Bil Araújo            |
| Bandera del estado de Río de Janeiro      | Solange Gomes         |
| Bandera del estado de Alagoas             | Marina Ferrari        |
| Bandera del estado de Bahía               | Sthe Matos            |
| Bandera del estado de Mato Grosso del Sur | Dynho Alves           |
| Bandera del estado de São Paulo           | Aline Mineiro         |
| Bandera del estado de São Paulo           | MC Gui                |
| Bandera del estado de Maranhão            | Mileide Mihaile       |
| Bandera del estado de Santa Catarina      | Dayane Mello          |
| Bandera del estado de São Paulo           | Gui Araujo            |
| Bandera de Italia                         | Valentina Francavilla |
| Bandera del estado de São Paulo           | Tiago Piquilo         |
| Bandera del estado de Bahía               | Erasmo Viana          |
| Bandera del estado de Río de Janeiro      | Tati Quebra Barraco   |
| Bandera del estado de Río de Janeiro      | Lary Bottino          |
| Bandera del estado de São Paulo           | Victor Pecoraro       |
| Bandera del estado de São Paulo           | Erika Schneider       |
| Bandera del estado de Río de Janeiro      | Mussunzinho           |
| Bandera del estado de Río de Janeiro      | Nego do Borel         |
| Bandera del estado de Río de Janeiro      | Liziane Gutierrez     |
| Bandera del estado de São Paulo           | Medrado               |
| ----------------------------------------- | --------------------- |

### Tabla de nominaciones
|                           | Semana 1                                     | Semana 1                                 | Semana 2                          | Semana 3                  | Semana 4                       | Semana 5                        | Semana 6                  | Semana 7                                                  | Semana 8                     | Semana 9                     | Semana 10                     | Semana 11                  | Semana 11                  | Semana 12                   | Semana 13                       | Semana 13                        | Semana 13                         |
| Día 3                     | Día 10                                       | Día 92                                   | Día 92                            | Semana 3                  | Semana 4                       | Semana 5                        | Semana 6                  | Semana 7                                                  | Semana 8                     | Semana 9                     | Semana 10                     | Semana 11                  | Semana 11                  | Semana 12                   | Final                           |                                  |                                   |
| ------------------------- | -------------------------------------------- | ---------------------------------------- | --------------------------------- | ------------------------- | ------------------------------ | ------------------------------- | ------------------------- | --------------------------------------------------------- | ---------------------------- | ---------------------------- | ----------------------------- | -------------------------- | -------------------------- | --------------------------- | ------------------------------- | -------------------------------- | --------------------------------- |
| Granjero de la Semana     | (nadie)                                      | Gui Araujo                               | Erika                             | Gui Araujo                | Rico                           | Dayane                          | Bil                       | Sthe                                                      | Marina                       | Gui Araujo                   | Rico                          | MC Gui                     | MC Gui                     | Rico                        | Dynho                           | Dynho                            | (nadie)                           |
| Poder de la Lámpara       | (nadie)                                      | Bil                                      | Rico                              | Mileide                   | Bil                            | Tiago                           | Gui Araujo                | Tiago                                                     | Rico                         | Dynho                        | Aline                         | Dynho                      | Dynho                      | Sthe                        | (nadie)                         | (nadie)                          | (nadie)                           |
| Excluidos (Establo)       | Dayane Dynho Mussunzinho Nego Solange Victor | Dayane Liziane MC Gui Nego Solange Tiago | Dayane Marina Sthe Victor         | Aline Rico Tiago Victor   | Dynho Erasmo Solange Victor    | Erasmo MC Gui Solange Valentina | Dayane Marina Sthe Tati   | Bil Dayane Dynho Erasmo Gui Araujo Marina Mileide Solange | Bil Dynho Gui Araujo Tiago   | Dayane Marina MC Gui Solange | Bil Dayane Dynho Mileide      | Dayane Marina Solange      | Dayane Marina Solange      | Aline Marina Solange        | (nadie)                         | (nadie)                          | (nadie)                           |
| Nominado (Granjero)       | (nadie)                                      | Nego                                     | Mussunzinho                       | Rico                      | Gui Araujo                     | Bil                             | MC Gui                    | Rico                                                      | Dayane                       | Aline                        | MC Gui                        | Solange                    | Solange                    | Dynho                       | (nadie)                         | (nadie)                          | (nadie)                           |
| Nominado (Peones)         | (nadie)                                      | Liziane                                  | Bil                               | Erika                     | Aline                          | Gui Araujo                      | Rico                      | Solange                                                   | Sthe                         | Rico                         | Gui Araujo                    | Rico                       | Rico                       | Bil Mileide                 | (nadie)                         | (nadie)                          | (nadie)                           |
| Nominado (Establo)        | (nadie)                                      | Solange                                  | Dayane                            | Tiago                     | Victor                         | Valentina                       | Tati                      | Erasmo                                                    | Tiago                        | Dayane Valentina             | Dayane                        | Dayane                     | Dayane                     | Aline                       | (nadie)                         | (nadie)                          | (nadie)                           |
| Nominado (Otros)          | (nadie)                                      | Erika                                    | Gui Araujo                        | Dayane                    | Dayane                         | Lary                            | Sthe                      | Marina                                                    | Gui Araujo                   | Solange                      | Bil                           | Marina                     | Marina                     | Solange                     | MC Gui Marina Bil Aline         | Dynho Rico Solange Sthe          | (nadie)                           |
|                           |                                              |                                          |                                   |                           |                                |                                 |                           |                                                           |                              |                              |                               |                            |                            |                             |                                 |                                  |                                   |
| Rico                      | No elegible                                  | Medrado                                  | Erasmo                            | MC Gui                    | Granjero                       | Gui Araujo                      | Erasmo                    | Dynho                                                     | Sthe                         | Dynho                        | Gui Araujo                    | Sthe                       | Aline                      | Granjero                    | Salvado                         | Nominado                         | Ganador (Día 96)                  |
| Bil                       | No elegible                                  | Valentina                                | Rico Bil                          | MC Gui                    | Aline                          | Rico                            | Rico                      | Dayane                                                    | Valentina                    | Rico                         | Gui Araujo                    | Rico                       | Aline                      | MC Gui                      | Nominado                        | Salvado                          | 2.º finalista (Día 96)            |
| Solange                   | No elegible                                  | Bil                                      | Valentina                         | Erika                     | Marina                         | Sthe                            | Erasmo                    | Dynho                                                     | Sthe                         | Valentina                    | Gui Araujo                    | Sthe                       | Marina                     | MC Gui                      | Salvada                         | Nominada                         | 3.ª finalista (Día 96)            |
| Marina                    | No elegible                                  | Liziane                                  | Erasmo                            | Solange                   | Dayane                         | Rico                            | Rico                      | Dayane                                                    | Granjera                     | Dynho                        | Gui Araujo                    | Sthe                       | Aline                      | MC Gui                      | Nominada                        | Salvada                          | 4.ª finalista (Día 96)            |
| Sthe                      | Nominada                                     | Liziane                                  | Tiago                             | Erasmo                    | Aline                          | Tiago                           | Erasmo                    | Solange                                                   | Solange                      | Rico                         | Solange                       | Rico                       | Marina                     | Bil                         | Salvada                         | Nominada                         | Eliminada (Día 94)                |
| Dynho                     | No elegible                                  | Dayane                                   | Aline                             | Erika                     | Dayane                         | Rico                            | Solange (x2)              | Solange                                                   | Solange                      | Rico                         | Solange                       | Rico                       | Marina                     | Mileide                     | Granjero                        | Rico Solange Sthe                | Eliminado (Día 94)                |
| Aline                     | No elegible                                  | Dynho                                    | Erasmo                            | Dynho                     | Lary                           | Gui Araujo                      | Dynho                     | Dynho                                                     | Sthe                         | Dynho (x2)                   | Gui Araujo                    | Sthe                       | Marina                     | Bil                         | Nominada                        | Eliminada (Día 93)               | Eliminada (Día 93)                |
| MC Gui                    | No elegible                                  | Dayane                                   | Rico Bil                          | Erika                     | Dayane                         | Rico                            | Rico                      | Solange                                                   | Solange                      | Rico                         | Solange                       | Granjero                   | Granjero                   | Bil                         | Marina Bil Aline                | Eliminado (Día 93)               | Eliminado (Día 93)                |
| Mileide                   | No elegible                                  | Liziane                                  | Rico Bil                          | Solange                   | Aline                          | Aline                           | Tiago                     | Solange                                                   | Solange                      | Valentina                    | Gui Araujo                    | Rico                       | Aline                      | Bil                         | Eliminada (Día 89)              | Eliminada (Día 89)               | Eliminada (Día 89)                |
| Dayane                    | No elegible                                  | Mussunzinho                              | Bil                               | Bil                       | Lary                           | Granjera                        | Dynho                     | Dynho                                                     | Sthe                         | Rico                         | Solange                       | Rico                       | Marina                     | Eliminada (Día 82)          | Eliminada (Día 82)              | Eliminada (Día 82)               | Eliminada (Día 82)                |
| Gui Araujo                | No elegible                                  | Liziane                                  | Erasmo                            | Granjero                  | Aline (x2)                     | Rico                            | Solange (x2)              | Solange                                                   | Valentina                    | Granjero                     | Solange                       | Eliminado (Día 75)         | Eliminado (Día 75)         | Eliminado (Día 75)          | Eliminado (Día 75)              | Eliminado (Día 75)               | Eliminado (Día 75)                |
| Valentina                 | No elegible                                  | Bil                                      | MC Gui                            | Bil                       | Mileide                        | Gui Araujo                      | Gui Araujo                | Dynho                                                     | Sthe                         | Rico                         | Eliminada (Día 68)            | Eliminada (Día 68)         | Eliminada (Día 68)         | Eliminada (Día 68)          | Eliminada (Día 68)              | Eliminada (Día 68)               | Eliminada (Día 68)                |
| Tiago                     | No elegible                                  | Erika                                    | Rico Bil                          | Erika                     | Dayane                         | Sthe                            | Mileide                   | Mileide                                                   | Sthe                         | Eliminado (Día 61)           | Eliminado (Día 61)            | Eliminado (Día 61)         | Eliminado (Día 61)         | Eliminado (Día 61)          | Eliminado (Día 61)              | Eliminado (Día 61)               | Eliminado (Día 61)                |
| Erasmo                    | No elegible                                  | Tati                                     | Aline                             | Erika                     | Sthe                           | Marina                          | Rico                      | Solange                                                   | Eliminado (Día 54)           | Eliminado (Día 54)           | Eliminado (Día 54)            | Eliminado (Día 54)         | Eliminado (Día 54)         | Eliminado (Día 54)          | Eliminado (Día 54)              | Eliminado (Día 54)               | Eliminado (Día 54)                |
| Tati                      | No elegible                                  | Erasmo                                   | Rico Bil                          | Erika                     | Aline                          | Rico                            | Rico                      | Eliminada (Día 47)                                        | Eliminada (Día 47)           | Eliminada (Día 47)           | Eliminada (Día 47)            | Eliminada (Día 47)         | Eliminada (Día 47)         | Eliminada (Día 47)          | Eliminada (Día 47)              | Eliminada (Día 47)               | Eliminada (Día 47)                |
| Lary                      | No estaba en la granja                       | No estaba en la granja                   | No estaba en la granja            | Erika                     | Aline                          | Aline                           | Eliminada (Día 40)        | Eliminada (Día 40)                                        | Eliminada (Día 40)           | Eliminada (Día 40)           | Eliminada (Día 40)            | Eliminada (Día 40)         | Eliminada (Día 40)         | Eliminada (Día 40)          | Eliminada (Día 40)              | Eliminada (Día 40)               | Eliminada (Día 40)                |
| Victor                    | No elegible                                  | Dayane                                   | Rico Bil                          | MC Gui                    | Valentina                      | Eliminado (Día 33)              | Eliminado (Día 33)        | Eliminado (Día 33)                                        | Eliminado (Día 33)           | Eliminado (Día 33)           | Eliminado (Día 33)            | Eliminado (Día 33)         | Eliminado (Día 33)         | Eliminado (Día 33)          | Eliminado (Día 33)              | Eliminado (Día 33)               | Eliminado (Día 33)                |
| Erika                     | No elegible                                  | Liziane                                  | Granjera                          | MC Gui                    | Eliminada (Día 26)             | Eliminada (Día 26)              | Eliminada (Día 26)        | Eliminada (Día 26)                                        | Eliminada (Día 26)           | Eliminada (Día 26)           | Eliminada (Día 26)            | Eliminada (Día 26)         | Eliminada (Día 26)         | Eliminada (Día 26)          | Eliminada (Día 26)              | Eliminada (Día 26)               | Eliminada (Día 26)                |
| Mussunzinho               | No elegible                                  | Dayane                                   | Rico Bil                          | Eliminado (Día 19)        | Eliminado (Día 19)             | Eliminado (Día 19)              | Eliminado (Día 19)        | Eliminado (Día 19)                                        | Eliminado (Día 19)           | Eliminado (Día 19)           | Eliminado (Día 19)            | Eliminado (Día 19)         | Eliminado (Día 19)         | Eliminado (Día 19)          | Eliminado (Día 19)              | Eliminado (Día 19)               | Eliminado (Día 19)                |
| Nego                      | No elegible                                  | Medrado                                  | Expulsado (Día 14)                | Expulsado (Día 14)        | Expulsado (Día 14)             | Expulsado (Día 14)              | Expulsado (Día 14)        | Expulsado (Día 14)                                        | Expulsado (Día 14)           | Expulsado (Día 14)           | Expulsado (Día 14)            | Expulsado (Día 14)         | Expulsado (Día 14)         | Expulsado (Día 14)          | Expulsado (Día 14)              | Expulsado (Día 14)               | Expulsado (Día 14)                |
| Liziane                   | No elegible                                  | Mileide                                  | Eliminada (Día 12)                | Eliminada (Día 12)        | Eliminada (Día 12)             | Eliminada (Día 12)              | Eliminada (Día 12)        | Eliminada (Día 12)                                        | Eliminada (Día 12)           | Eliminada (Día 12)           | Eliminada (Día 12)            | Eliminada (Día 12)         | Eliminada (Día 12)         | Eliminada (Día 12)          | Eliminada (Día 12)              | Eliminada (Día 12)               | Eliminada (Día 12)                |
| Medrado                   | No elegible                                  | Rico                                     | Abandona (Día 12)                 | Abandona (Día 12)         | Abandona (Día 12)              | Abandona (Día 12)               | Abandona (Día 12)         | Abandona (Día 12)                                         | Abandona (Día 12)            | Abandona (Día 12)            | Abandona (Día 12)             | Abandona (Día 12)          | Abandona (Día 12)          | Abandona (Día 12)           | Abandona (Día 12)               | Abandona (Día 12)                | Abandona (Día 12)                 |
| Krawk                     | Nominado                                     | Eliminado (Día 6)                        | Eliminado (Día 6)                 | Eliminado (Día 6)         | Eliminado (Día 6)              | Eliminado (Día 6)               | Eliminado (Día 6)         | Eliminado (Día 6)                                         | Eliminado (Día 6)            | Eliminado (Día 6)            | Eliminado (Día 6)             | Eliminado (Día 6)          | Eliminado (Día 6)          | Eliminado (Día 6)           | Eliminado (Día 6)               | Eliminado (Día 6)                | Eliminado (Día 6)                 |
| Mah                       | Nominada                                     | Eliminada (Día 6)                        | Eliminada (Día 6)                 | Eliminada (Día 6)         | Eliminada (Día 6)              | Eliminada (Día 6)               | Eliminada (Día 6)         | Eliminada (Día 6)                                         | Eliminada (Día 6)            | Eliminada (Día 6)            | Eliminada (Día 6)             | Eliminada (Día 6)          | Eliminada (Día 6)          | Eliminada (Día 6)           | Eliminada (Día 6)               | Eliminada (Día 6)                | Eliminada (Día 6)                 |
| Alisson                   | Nominado                                     | Eliminado (Día 6)                        | Eliminado (Día 6)                 | Eliminado (Día 6)         | Eliminado (Día 6)              | Eliminado (Día 6)               | Eliminado (Día 6)         | Eliminado (Día 6)                                         | Eliminado (Día 6)            | Eliminado (Día 6)            | Eliminado (Día 6)             | Eliminado (Día 6)          | Eliminado (Día 6)          | Eliminado (Día 6)           | Eliminado (Día 6)               | Eliminado (Día 6)                | Eliminado (Día 6)                 |
|                           |                                              |                                          |                                   |                           |                                |                                 |                           |                                                           |                              |                              |                               |                            |                            |                             |                                 |                                  |                                   |
| Nominados                 | (nadie)                                      | Erika Liziane Nego Solange               | Bil Dayane Gui Araujo Mussunzinho | Dayane Erika Rico Tiago   | Aline Dayane Gui Araujo Victor | Bil Gui Araujo Lary Valentina   | MC Gui Rico Sthe Tati     | Erasmo Marina Rico Solange                                | Dayane Gui Araujo Sthe Tiago | Aline Rico Solange Valentina | Bil Dayane Gui Araujo MC Gui  | Dayane Marina Rico Solange | Dayane Marina Rico Solange | Aline Dynho Mileide Solange | (nadie)                         | (nadie)                          | (nadie)                           |
| Salvado por Pruebla       | (nadie)                                      | Erika                                    | Gui Araujo                        | Rico                      | Dayane                         | Bil                             | Sthe                      | Marina                                                    | Gui Araujo                   | Rico                         | MC Gui                        | Rico                       | Rico                       | Dynho                       | (nadie)                         | (nadie)                          | (nadie)                           |
| Nominados por Eliminación | Alisson Krawk Mah Sthe                       | Liziane Nego Solange                     | Bil Dayane Mussunzinho            | Dayane Erika Tiago        | Aline Gui Araujo Victor        | Gui Araujo Lary Valentina       | MC Gui Rico Tati          | Erasmo Rico Solange                                       | Dayane Sthe Tiago            | Aline Solange Valentina      | Bil Dayane Gui Araujo         | Dayane Marina Solange      | Dayane Marina Solange      | Aline Mileide Solange       | Aline Bil Marina MC Gui         | Dynho Rico Solange Sthe          | Bil Marina Rico Solange           |
| Eliminados                | Alisson 3,71% para salvar                    | Medrado Abandona                         | Nego Expulsado                    | Erika 30,24% para salvar  | Victor 22,82% para salvar      | Lary 9,61% para salvar          | Tati 15,78% para salvar   | Erasmo 19,91% para salvar                                 | Tiago 26,87% para salvar     | Valentina 15,38% para salvar | Gui Araujo 18,32% para salvar | Dayane 27% para salvar     | Dayane 27% para salvar     | Mileide 32,38% para salvar  | MC Gui 7,44% para salvar        | Dynho 1,89% para salvar          | Marina 2,77%(entre 4) para ganar  |
| Eliminados                | Mah 13,29% para salvar                       | Medrado Abandona                         | Nego Expulsado                    | Erika 30,24% para salvar  | Victor 22,82% para salvar      | Lary 9,61% para salvar          | Tati 15,78% para salvar   | Erasmo 19,91% para salvar                                 | Tiago 26,87% para salvar     | Valentina 15,38% para salvar | Gui Araujo 18,32% para salvar | Dayane 27% para salvar     | Dayane 27% para salvar     | Mileide 32,38% para salvar  | MC Gui 7,44% para salvar        | Dynho 1,89% para salvar          | Solange 3,70%(entre 3) para ganar |
| Eliminados                | Mah 13,29% para salvar                       | Liziane 26,15% para salvar               | Mussunzinho 23,52% para salvar    | Erika 30,24% para salvar  | Victor 22,82% para salvar      | Lary 9,61% para salvar          | Tati 15,78% para salvar   | Erasmo 19,91% para salvar                                 | Tiago 26,87% para salvar     | Valentina 15,38% para salvar | Gui Araujo 18,32% para salvar | Dayane 27% para salvar     | Dayane 27% para salvar     | Mileide 32,38% para salvar  | Aline 19,77% para salvar        | Sthe 10,45% para salvar          | Solange 3,70%(entre 3) para ganar |
| Eliminados                | Krawk 15,81% para salvar                     | Liziane 26,15% para salvar               | Mussunzinho 23,52% para salvar    | Erika 30,24% para salvar  | Victor 22,82% para salvar      | Lary 9,61% para salvar          | Tati 15,78% para salvar   | Erasmo 19,91% para salvar                                 | Tiago 26,87% para salvar     | Valentina 15,38% para salvar | Gui Araujo 18,32% para salvar | Dayane 27% para salvar     | Dayane 27% para salvar     | Mileide 32,38% para salvar  | Aline 19,77% para salvar        | Sthe 10,45% para salvar          | Bil 18,83%(entre 3) para ganar    |
| Salvados                  | Sthe 67,19% para salvar                      | Solange 26,44% para salvar               | Bil 30,56% para salvar            | Dayane 33,69% para salvar | Gui Araujo 25,93% para salvar  | Gui Araujo 28,24% para salvar   | MC Gui 20,41% para salvar | Solange 23,97% para salvar                                | Dayane 33,07% para salvar    | Solange 38,44% para salvar   | Dayane 24,67% para salvar     | Solange 32,74% para salvar | Solange 32,74% para salvar | Solange 32,48% para salvar  | Bil No divulgado para salvar    | Rico No divulgado para salvar    | Rico 77,47%(entre 3) para ganar   |
| Salvados                  | Sthe 67,19% para salvar                      | Nego 47,41% para salvar                  | Dayane 45,92% para salvar         | Tiago 36,07% para salvar  | Aline 51,25% para salvar       | Valentina 62,15% para salvar    | Rico 63,81% para salvar   | Rico 56,12% para salvar                                   | Sthe 40,06% para salvar      | Aline 46,18% para salvar     | Bil 57,01% para salvar        | Marina 40,26% para salvar  | Marina 40,26% para salvar  | Aline 35,14% para salvar    | Marina No divulgado para salvar | Solange No divulgado para salvar | Rico 77,47%(entre 3) para ganar   |

## Décima cuarta edición (13/09/2022 – 15/12/2022)
| Bandera del estado de Río de Janeiro   | Bárbara Borges      |
| Bandera del estado de Río de Janeiro   | Bia Miranda         |
| Bandera del estado de Minas Gerais     | Iran Malfitano      |
| Bandera del estado de Río de Janeiro   | Pelé Milflows       |
| Bandera del estado de Río de Janeiro   | André Marinho       |
| Bandera del estado de São Paulo        | Ellen Moranguinho   |
| Bandera del estado de São Paulo        | Pétala Barreiros    |
| Bandera del estado de Pernambuco       | Deolane Bezerra     |
| Bandera del estado de Ceará            | Kerline Cardoso     |
| Bandera del estado de Amazonas         | Ruivinha de Marte   |
| Bandera del estado de São Paulo        | Deborah Albuquerque |
| Bandera del estado de Sergipe          | Alex Gallete        |
| Bandera del estado de São Paulo        | Lucas Santos        |
| Bandera del estado de Río de Janeiro   | Vini Büttel         |
| Bandera de Irán                        | Shayan Haghbin      |
| Bandera del Distrito Federal de Brasil | Tiago Ramos         |
| Bandera del estado de São Paulo        | Thomaz Costa        |
| Bandera del estado de São Paulo        | Tati Zaqui          |
| Bandera del estado de Bahía            | Rosiane Pinheiro    |
| Bandera del estado de Pará             | Ingrid Ohara        |
| Bandera del estado de São Paulo        | Bruno Tálamo        |
| -------------------------------------- | ------------------- |

### Tabla de nominaciones
|                           | Semana 1                        | Semana 1                         | Semana 2                        | Semana 3                           | Semana 4                             | Semana 5                    | Semana 6                       | Semana 7                   | Semana 8                                  | Semana 9                        | Semana 10                       | Semana 11                        | Semana 12                        | Semana 13                        | Semana 13                        | Semana 13                 |                    |
| Día 2                     | Día 10                          | Día 92                           | Semana 2                        | Semana 3                           | Semana 4                             | Semana 5                    | Semana 6                       | Semana 7                   | Semana 8                                  | Semana 9                        | Semana 10                       | Semana 11                        | Semana 12                        | Día 93                           | Final                            |                           |                    |
| ------------------------- | ------------------------------- | -------------------------------- | ------------------------------- | ---------------------------------- | ------------------------------------ | --------------------------- | ------------------------------ | -------------------------- | ----------------------------------------- | ------------------------------- | ------------------------------- | -------------------------------- | -------------------------------- | -------------------------------- | -------------------------------- | ------------------------- | ------------------ |
| Granjero de la Semana     | (nadie)                         | Lucas                            | Shayan                          | Vini                               | Alex                                 | Bia                         | Lucas                          | Pelé                       | Bia                                       | Bárbara                         | Deolane                         | Bia                              | Pelé                             | Bárbara                          | (nadie)                          | (nadie)                   |                    |
| Poder de la Lámpara       | (nadie)                         | Iran                             | Deolane                         | Iran                               | Pelé                                 | André M.                    | Kerline                        | Deborah                    | Pétala                                    | Iran                            | Pétala                          | Iran                             | André M.                         | (nadie)                          | (nadie)                          | (nadie)                   |                    |
| Excluidos (Establo)       | André M. Bruno Thomaz Vini      | Bruno Deborah Moranguinho Shayan | Ingrid Kerline Rosiane Ruivinha | Bárbara Bia Deborah Kerline Pétala | Bárbara Deolane Moranguinho Ruivinha | Alex Lucas Thomaz Tiago     | Alex Bia Deolane Pétala        | Alex Iran Lucas Ruivinha   | André M. Deolane Kerline Ruivinha         | Kerline Moranguinho Pelé Pétala | André M. Bia Kerline            | Bárbara Deolane Pelé             | Bia Moranguinho Pétala           | (nadie)                          | (nadie)                          | (nadie)                   |                    |
| Nominado (Granjero)       | (nadie)                         | Deborah                          | Vini                            | Alex                               | Vini                                 | Shayan                      | Bárbara                        | Bia                        | Bárbara                                   | Deolane                         | Bárbara                         | Pelé                             | Bia                              | (nadie)                          | (nadie)                          | (nadie)                   |                    |
| Nominado (Peones)         | (nadie)                         | Tiago                            | Deborah                         | Tiago                              | Bia                                  | Deolane                     | Vini                           | Deolane                    | Moranguinho                               | Ruivinha                        | Moranguinho                     | Pétala                           | André M.                         | (nadie)                          | (nadie)                          | (nadie)                   |                    |
| Nominado (Establo)        | (nadie)                         | Bruno                            | Ingrid                          | Deborah                            | Bárbara                              | Thomaz                      | (nadie)                        | Iran                       | Ruivinha                                  | Pétala Bia                      | Kerline                         | Bárbara                          | (nadie)                          | (nadie)                          | (nadie)                          | (nadie)                   |                    |
| Nominado (Otros)          | (nadie)                         | Shayan                           | Rosiane                         | Rosiane                            | Tati                                 | Lucas                       | Pétala Pelé                    | Lucas                      | Alex Deborah                              | André M.                        | Bia                             | Deolane                          | Moranguinho Bárbara              | André M. Bárbara Bia Iran        | Bárbara Bia Iran Pelé            | (nadie)                   |                    |
|                           |                                 |                                  |                                 |                                    |                                      |                             |                                |                            |                                           |                                 |                                 |                                  |                                  |                                  |                                  |                           |                    |
| Bárbara                   | No elegible                     | Tiago                            | Pétala                          | Tiago                              | Bia                                  | Deolane                     | Vini                           | Deolane (x2)               | Moranguinho                               | Granjera                        | Moranguinho                     | Pétala                           | André M.                         | Nominada                         | Nominada                         | Ganadora (Día 96)         |                    |
| Bia                       | Nominada                        | Kerline                          | Deborah                         | Shayan                             | Shayan                               | Granjera                    | Deborah                        | Kerline                    | Granjera                                  | Ruivinha                        | Iran                            | Granjera                         | André M.                         | Nominada                         | Nominada                         | 2.ª finalista (Día 96)    |                    |
| Iran                      | No elegible                     | Vini                             | Bia Deborah                     | Tiago (x2)                         | Bia                                  | Deolane                     | Vini                           | Deolane                    | Moranguinho                               | Bia                             | Moranguinho                     | Pétala                           | André M.                         | Nominado                         | Nominado                         | 3.º finalista (Día 96)    |                    |
| Pelé                      | No elegible                     | Tiago                            | Bia Deborah                     | Tiago                              | Bia                                  | Deolane                     | Vini                           | Granjero                   | Moranguinho                               | Bia                             | Moranguinho                     | Pétala                           | Granjero                         | Salvado                          | Nominado                         | Eliminado (Día 94)        |                    |
| André M.                  | No elegible                     | Tiago                            | Deborah                         | Shayan                             | Shayan                               | Ruivinha                    | Deborah                        | Kerline                    | Deborah                                   | Ruivinha                        | Moranguinho                     | Pétala (x2)                      | Bárbara                          | Nominado                         | Eliminado (Día 93)               | Eliminado (Día 93)        |                    |
| Moranguinho               | No elegible                     | Kerline                          | Deborah                         | Shayan                             | Shayan                               | Ruivinha                    | Deborah                        | Bárbara                    | Deborah                                   | Ruivinha                        | Iran                            | Iran                             | André M.                         | Eliminada (Día 89)               | Eliminada (Día 89)               | Eliminada (Día 89)        |                    |
| Pétala                    | No elegible                     | Kerline                          | Deborah                         | Shayan                             | Shayan                               | Ruivinha                    | Deborah                        | Kerline                    | Iran                                      | Ruivinha                        | Iran                            | Iran                             | Abandona (Día 86)                | Abandona (Día 86)                | Abandona (Día 86)                | Abandona (Día 86)         |                    |
| Deolane                   | No elegible                     | Kerline                          | Deborah                         | Shayan                             | Shayan                               | Ruivinha                    | Deborah                        | Kerline                    | Deborah                                   | Ruivinha                        | Granjera                        | Iran                             | Abandona (Día 85)                | Abandona (Día 85)                | Abandona (Día 85)                | Abandona (Día 85)         |                    |
| Kerline                   | No elegible                     | Tiago Deolane                    | Bia Deborah                     | Tiago                              | Bia                                  | Deolane                     | Vini                           | Deolane                    | Moranguinho                               | Bia                             | Moranguinho                     | Eliminada (Día 75)               | Eliminada (Día 75)               | Eliminada (Día 75)               | Eliminada (Día 75)               | Eliminada (Día 75)        |                    |
| Ruivinha                  | No elegible                     | Tiago                            | Pétala                          | Tiago                              | Bia                                  | Deolane                     | Vini                           | Deolane                    | Moranguinho                               | Bia                             | Eliminada (Día 68)              | Eliminada (Día 68)               | Eliminada (Día 68)               | Eliminada (Día 68)               | Eliminada (Día 68)               | Eliminada (Día 68)        |                    |
| Deborah                   | No elegible                     | Deolane Thomaz                   | Deolane                         | Tiago                              | Bia                                  | Deolane                     | Vini                           | Deolane                    | Moranguinho                               | Eliminada (Día 61)              | Eliminada (Día 61)              | Eliminada (Día 61)               | Eliminada (Día 61)               | Eliminada (Día 61)               | Eliminada (Día 61)               | Eliminada (Día 61)        |                    |
| Alex                      | No elegible                     | Tiago                            | Tiago                           | Tiago                              | Granjero                             | Deolane                     | Vini                           | Deolane                    | Moranguinho                               | Eliminado (Día 61)              | Eliminado (Día 61)              | Eliminado (Día 61)               | Eliminado (Día 61)               | Eliminado (Día 61)               | Eliminado (Día 61)               | Eliminado (Día 61)        | Eliminado (Día 61) |
| Lucas                     | No elegible                     | Granjero                         | Deborah                         | Shayan                             | Shayan                               | Ruivinha                    | Granjero                       | Kerline                    | Eliminado (Día 54)                        | Eliminado (Día 54)              | Eliminado (Día 54)              | Eliminado (Día 54)               | Eliminado (Día 54)               | Eliminado (Día 54)               | Eliminado (Día 54)               | Eliminado (Día 54)        | Eliminado (Día 54) |
| Vini                      | No elegible                     | Kerline                          | Deborah                         | Granjero                           | Shayan                               | Ruivinha                    | Deborah                        | Eliminado (Día 47)         | Eliminado (Día 47)                        | Eliminado (Día 47)              | Eliminado (Día 47)              | Eliminado (Día 47)               | Eliminado (Día 47)               | Eliminado (Día 47)               | Eliminado (Día 47)               | Eliminado (Día 47)        | Eliminado (Día 47) |
| Shayan                    | No elegible                     | Tiago                            | Granjero                        | Tiago                              | Bia                                  | Deolane                     | Expulsado (Día 41)             | Expulsado (Día 41)         | Expulsado (Día 41)                        | Expulsado (Día 41)              | Expulsado (Día 41)              | Expulsado (Día 41)               | Expulsado (Día 41)               | Expulsado (Día 41)               | Expulsado (Día 41)               | Expulsado (Día 41)        | Expulsado (Día 41) |
| Tiago                     | No elegible                     | Kerline                          | Deborah                         | Shayan                             | Shayan                               | Ruivinha                    | Expulsado (Día 41)             | Expulsado (Día 41)         | Expulsado (Día 41)                        | Expulsado (Día 41)              | Expulsado (Día 41)              | Expulsado (Día 41)               | Expulsado (Día 41)               | Expulsado (Día 41)               | Expulsado (Día 41)               | Expulsado (Día 41)        | Expulsado (Día 41) |
| Thomaz                    | No elegible                     | Kerline                          | Deborah                         | Shayan                             | Bia                                  | Deolane                     | Eliminado (Día 40)             | Eliminado (Día 40)         | Eliminado (Día 40)                        | Eliminado (Día 40)              | Eliminado (Día 40)              | Eliminado (Día 40)               | Eliminado (Día 40)               | Eliminado (Día 40)               | Eliminado (Día 40)               | Eliminado (Día 40)        | Eliminado (Día 40) |
| Tati                      | No elegible                     | Tiago                            | Bia Deborah                     | Tiago                              | Bia                                  | Eliminada (Día 33)          | Eliminada (Día 33)             | Eliminada (Día 33)         | Eliminada (Día 33)                        | Eliminada (Día 33)              | Eliminada (Día 33)              | Eliminada (Día 33)               | Eliminada (Día 33)               | Eliminada (Día 33)               | Eliminada (Día 33)               | Eliminada (Día 33)        | Eliminada (Día 33) |
| Rosiane                   | No elegible                     | Tiago                            | Deborah                         | Shayan                             | Eliminada (Día 26)                   | Eliminada (Día 26)          | Eliminada (Día 26)             | Eliminada (Día 26)         | Eliminada (Día 26)                        | Eliminada (Día 26)              | Eliminada (Día 26)              | Eliminada (Día 26)               | Eliminada (Día 26)               | Eliminada (Día 26)               | Eliminada (Día 26)               | Eliminada (Día 26)        | Eliminada (Día 26) |
| Ingrid                    | No elegible                     | Tiago                            | Thomaz                          | Eliminada (Día 19)                 | Eliminada (Día 19)                   | Eliminada (Día 19)          | Eliminada (Día 19)             | Eliminada (Día 19)         | Eliminada (Día 19)                        | Eliminada (Día 19)              | Eliminada (Día 19)              | Eliminada (Día 19)               | Eliminada (Día 19)               | Eliminada (Día 19)               | Eliminada (Día 19)               | Eliminada (Día 19)        | Eliminada (Día 19) |
| Bruno                     | No elegible                     | Thomaz Alex                      | Eliminado (Día 12)              | Eliminado (Día 12)                 | Eliminado (Día 12)                   | Eliminado (Día 12)          | Eliminado (Día 12)             | Eliminado (Día 12)         | Eliminado (Día 12)                        | Eliminado (Día 12)              | Eliminado (Día 12)              | Eliminado (Día 12)               | Eliminado (Día 12)               | Eliminado (Día 12)               | Eliminado (Día 12)               | Eliminado (Día 12)        | Eliminado (Día 12) |
| Baronesa                  | Nominada                        | Eliminada (Día 5)                | Eliminada (Día 5)               | Eliminada (Día 5)                  | Eliminada (Día 5)                    | Eliminada (Día 5)           | Eliminada (Día 5)              | Eliminada (Día 5)          | Eliminada (Día 5)                         | Eliminada (Día 5)               | Eliminada (Día 5)               | Eliminada (Día 5)                | Eliminada (Día 5)                | Eliminada (Día 5)                | Eliminada (Día 5)                | Eliminada (Día 5)         | Eliminada (Día 5)  |
| Créu                      | Nominado                        | Eliminado (Día 5)                | Eliminado (Día 5)               | Eliminado (Día 5)                  | Eliminado (Día 5)                    | Eliminado (Día 5)           | Eliminado (Día 5)              | Eliminado (Día 5)          | Eliminado (Día 5)                         | Eliminado (Día 5)               | Eliminado (Día 5)               | Eliminado (Día 5)                | Eliminado (Día 5)                | Eliminado (Día 5)                | Eliminado (Día 5)                | Eliminado (Día 5)         | Eliminado (Día 5)  |
| André S.                  | Nominado                        | Eliminado (Día 5)                | Eliminado (Día 5)               | Eliminado (Día 5)                  | Eliminado (Día 5)                    | Eliminado (Día 5)           | Eliminado (Día 5)              | Eliminado (Día 5)          | Eliminado (Día 5)                         | Eliminado (Día 5)               | Eliminado (Día 5)               | Eliminado (Día 5)                | Eliminado (Día 5)                | Eliminado (Día 5)                | Eliminado (Día 5)                | Eliminado (Día 5)         | Eliminado (Día 5)  |
| Suzi                      | Nominada                        | Eliminada (Día 5)                | Eliminada (Día 5)               | Eliminada (Día 5)                  | Eliminada (Día 5)                    | Eliminada (Día 5)           | Eliminada (Día 5)              | Eliminada (Día 5)          | Eliminada (Día 5)                         | Eliminada (Día 5)               | Eliminada (Día 5)               | Eliminada (Día 5)                | Eliminada (Día 5)                | Eliminada (Día 5)                | Eliminada (Día 5)                | Eliminada (Día 5)         | Eliminada (Día 5)  |
|                           |                                 |                                  |                                 |                                    |                                      |                             |                                |                            |                                           |                                 |                                 |                                  |                                  |                                  |                                  |                           |                    |
| Nominados                 | (nadie)                         | Bruno Deborah Shayan Tiago       | Deborah Ingrid Rosiane Vini     | Alex Deborah Rosiane Tiago         | Bárbara Bia Tati Vini                | Deolane Lucas Shayan Thomaz | Bárbara Pelé Pétala Vini       | Bia Deolane Iran Lucas     | Alex Bárbara Deborah Moranguinho Ruivinha | André M. Bia Deolane Ruivinha   | Bárbara Bia Kerline Moranguinho | Bárbara Deolane Pelé Pétala      | André M. Bárbara Bia Moranguinho | André M. Bárbara Bia Iran Pelé   | (nadie)                          | (nadie)                   |                    |
| Salvado por Pruebla       | (nadie)                         | Shayan                           | Vini                            | Alex                               | Bia                                  | Lucas                       | Pelé                           | Bia                        | Bárbara                                   | Deolane                         | Bia                             | Pelé                             | Bárbara                          | Pelé                             | (nadie)                          | (nadie)                   |                    |
| Nominados por Eliminación | André S. Baronesa Bia Créu Suzi | Bruno Deborah Tiago              | Deborah Ingrid Rosiane          | Deborah Rosiane Tiago              | Bárbara Tati Vini                    | Deolane Shayan Thomaz       | Bárbara Pétala Vini            | Deolane Iran Lucas         | Alex Deborah Moranguinho Ruivinha         | André M. Bia Ruivinha           | Bárbara Kerline Moranguinho     | Bárbara Deolane Pétala           | André M. Bia Moranguinho         | André M. Bárbara Bia Iran        | Bárbara Bia Iran Pelé            | Bárbara Bia Iran          |                    |
| Eliminados                | Suzi 1,56% para salvar          | Bruno 15,69% para salvar         | Ingrid 29,01% para salvar       | Rosiane 21,28% para salvar         | Tati 27,70% para salvar              | Thomaz 17,31% para salvar   | Tiago Expulsado                | Lucas 15,39% para salvar   | Alex 11% para salvar                      | Ruivinha 24,58% para salvar     | Kerline 23,18% para salvar      | Bárbara 52,32% para beneficiarse | Deolane Abandona                 | André M. 3,49% para salvar       | Pelé 5,88% para salvar           | Iran 3,83% para ganar     |                    |
| Eliminados                | André S. 6,24% para salvar      | Bruno 15,69% para salvar         | Ingrid 29,01% para salvar       | Rosiane 21,28% para salvar         | Tati 27,70% para salvar              | Thomaz 17,31% para salvar   | Tiago Expulsado                | Lucas 15,39% para salvar   | Alex 11% para salvar                      | Ruivinha 24,58% para salvar     | Kerline 23,18% para salvar      | Bárbara 52,32% para beneficiarse | Deolane Abandona                 | André M. 3,49% para salvar       | Pelé 5,88% para salvar           | Iran 3,83% para ganar     |                    |
| Eliminados                | Shayan Expulsado                | Bruno 15,69% para salvar         | Ingrid 29,01% para salvar       | Rosiane 21,28% para salvar         | Tati 27,70% para salvar              | Thomaz 17,31% para salvar   | Pétala Abandona                | Lucas 15,39% para salvar   | Alex 11% para salvar                      | Ruivinha 24,58% para salvar     | Kerline 23,18% para salvar      | Bárbara 52,32% para beneficiarse |                                  | André M. 3,49% para salvar       | Pelé 5,88% para salvar           | Iran 3,83% para ganar     |                    |
| Eliminados                | Shayan Expulsado                | Bruno 15,69% para salvar         | Ingrid 29,01% para salvar       | Rosiane 21,28% para salvar         | Tati 27,70% para salvar              | Thomaz 17,31% para salvar   | Pétala Abandona                | Lucas 15,39% para salvar   | Créu 19,01% para salvar                   | Ruivinha 24,58% para salvar     | Kerline 23,18% para salvar      | Bárbara 52,32% para beneficiarse | Deborah 23,19% para salvar       | André M. 3,49% para salvar       | Pelé 5,88% para salvar           | Bia 35,03% para ganar     |                    |
| Eliminados                | Vini 21,14% para salvar         | Bruno 15,69% para salvar         | Ingrid 29,01% para salvar       | Rosiane 21,28% para salvar         | Tati 27,70% para salvar              | Thomaz 17,31% para salvar   | Moranguinho 13,04% para salvar | Lucas 15,39% para salvar   | Créu 19,01% para salvar                   | Ruivinha 24,58% para salvar     | Kerline 23,18% para salvar      | Bárbara 52,32% para beneficiarse | Deborah 23,19% para salvar       | André M. 3,49% para salvar       | Pelé 5,88% para salvar           | Bia 35,03% para ganar     |                    |
| Eliminados                | Vini 21,14% para salvar         | Bruno 15,69% para salvar         | Ingrid 29,01% para salvar       | Rosiane 21,28% para salvar         | Tati 27,70% para salvar              | Thomaz 17,31% para salvar   | Moranguinho 13,04% para salvar | Lucas 15,39% para salvar   | Baronesa 36,54% para salvar               | Ruivinha 24,58% para salvar     | Kerline 23,18% para salvar      | Bárbara 52,32% para beneficiarse | Deborah 23,19% para salvar       | André M. 3,49% para salvar       | Pelé 5,88% para salvar           | Bia 35,03% para ganar     |                    |
| Salvados                  | Bia 36,65% para salvar          | Deborah 27,23% para salvar       | Deborah 32,30% para salvar      | Tiago 27,27% para salvar           | Bárbara 28,97% para salvar           | Shayan 36,72% para salvar   | Pétala 25,40% para salvar      | Deolane 32,12% para salvar | Ruivinha 23,95% para salvar               | André M. 35,58% para salvar     | Moranguinho 37,37% para salvar  | Deolane 47,26% para beneficiarse | Bia 33,58% para salvar           | Bárbara No divulgado para salvar | Bárbara No divulgado para salvar | Bárbara 61,14% para ganar |                    |
| Salvados                  | Bia 36,65% para salvar          | Deborah 27,23% para salvar       | Deborah 32,30% para salvar      | Tiago 27,27% para salvar           | Bárbara 28,97% para salvar           | Shayan 36,72% para salvar   | Pétala 25,40% para salvar      | Deolane 32,12% para salvar | Ruivinha 23,95% para salvar               | André M. 35,58% para salvar     | Moranguinho 37,37% para salvar  | Deolane 47,26% para beneficiarse | Bia 33,58% para salvar           | Bia No divulgado para salvar     | Bia No divulgado para salvar     | Bárbara 61,14% para ganar |                    |
| Salvados                  | Bia 36,65% para salvar          | Tiago 57,08% para salvar         | Rosiane 38,69% para salvar      | Deborah 51,45% para salvar         | Vini 43,33% para salvar              | Deolane 45,97% para salvar  | Bárbara 53,46% para salvar     | Iran 52,49% para salvar    | Moranguinho 41,86% para salvar            | Bia 39,84% para salvar          | Bárbara 39,45% para salvar      | Pétala 0,42% para beneficiarse   | André M. 53,38% para salvar      | Bia No divulgado para salvar     | Bia No divulgado para salvar     | Bárbara 61,14% para ganar |                    |
| Salvados                  | Bia 36,65% para salvar          | Tiago 57,08% para salvar         | Rosiane 38,69% para salvar      | Deborah 51,45% para salvar         | Vini 43,33% para salvar              | Deolane 45,97% para salvar  | Bárbara 53,46% para salvar     | Iran 52,49% para salvar    | Moranguinho 41,86% para salvar            | Bia 39,84% para salvar          | Bárbara 39,45% para salvar      | Pétala 0,42% para beneficiarse   | André M. 53,38% para salvar      | Iran No divulgado para salvar    | Iran No divulgado para salvar    | Bárbara 61,14% para ganar |                    |

## Décima quinta edición (19/09/2023 – 21/12/2023)
| Bandera del estado de Rondonia             | Jaquelline Grohalski |
| Bandera del estado de Río de Janeiro       | André Gonçalves      |
| Bandera del estado de Minas Gerais         | Márcia Fu            |
| Bandera del estado de Río de Janeiro       | WL Guimarães         |
| Bandera del estado de Río de Janeiro       | Tonzão Chagas        |
| Bandera del estado de Río de Janeiro       | Lily Nobre           |
| Bandera del estado de Pernambuco           | Nadja Pessoa         |
| Bandera de Irán                            | Shayan Haghbin       |
| Bandera del estado de Bahía                | Cezar Black          |
| Bandera del estado de Río de Janeiro       | Radamés Furlan       |
| Bandera del estado de Río de Janeiro       | Yuri Meirelles       |
| Bandera del estado de Río Grande del Norte | Kally Fonseca        |
| Bandera del estado de São Paulo            | Alicia X             |
| Bandera del estado de Minas Gerais         | Lucas Souza          |
| Bandera del estado de São Paulo            | Sander Mecca         |
| Bandera del estado de São Paulo            | Henrique Martins     |
| Bandera del estado de São Paulo            | Jenny Miranda        |
| Bandera del estado de Minas Gerais         | Kamila Simioni       |
| Bandera del estado de Paraíba              | Rachel Sheherazade   |
| Bandera del estado de Río de Janeiro       | Cariúcha             |
| Bandera del estado de Río de Janeiro       | Laranjinha           |
| Bandera del estado de São Paulo            | Nathalia Valente     |
| ------------------------------------------ | -------------------- |

### Tabla de nominaciones
|                           | Semana 1                   | Semana 1                       | Semana 1                             | Semana 2                            | Semana 3                                    | Semana 3                                    | Semana 4                  | Semana 5                    | Semana 6                  | Semana 7                       | Semana 8                       | Semana 9                    | Semana 10                  | Semana 11                   | Semana 12                                 | Semana 12                                 | Semana 13                         | Semana 13                              | Semana 13                    |
| Día 2                     | Día 2                      | Día 10                         | Día 90                               | Semana 2                            | Semana 3                                    | Semana 3                                    | Semana 4                  | Semana 5                    | Semana 6                  | Semana 7                       | Semana 8                       | Semana 9                    | Semana 10                  | Semana 11                   | Semana 12                                 | Semana 12                                 | Día 93                            | Final                                  |                              |
| Hombre                    | Mujer                      | Día 10                         | Día 90                               | Semana 2                            | Semana 3                                    | Semana 3                                    | Semana 4                  | Semana 5                    | Semana 6                  | Semana 7                       | Semana 8                       | Semana 9                    | Semana 10                  | Semana 11                   | Semana 12                                 | Semana 12                                 | Día 93                            | Final                                  |                              |
| ------------------------- | -------------------------- | ------------------------------ | ------------------------------------ | ----------------------------------- | ------------------------------------------- | ------------------------------------------- | ------------------------- | --------------------------- | ------------------------- | ------------------------------ | ------------------------------ | --------------------------- | -------------------------- | --------------------------- | ----------------------------------------- | ----------------------------------------- | --------------------------------- | -------------------------------------- | ---------------------------- |
| Granjero de la Semana     | (nadie)                    | (nadie)                        | Yuri                                 | André                               | Jaquelline                                  | Jaquelline                                  | Yuri                      | Jenny                       | Lucas                     | Shayan                         | Yuri                           | Jaquelline                  | Cezar                      | Tonzão                      | Jaquelline                                | Jaquelline                                | André                             | (nadie)                                | (nadie)                      |
| Poder de la Lámpara       | (nadie)                    | (nadie)                        | Tonzão                               | Nadja                               | Yuri Lucas                                  | Yuri Lucas                                  | Radamés                   | Tonzão                      | Sander                    | Alicia                         | Cezar                          | Lily                        | WL                         | Radamés                     | Shayan                                    | Shayan                                    | (nadie)                           | (nadie)                                | (nadie)                      |
| Excluidos (Establo)       | (nadie)                    | (nadie)                        | André Cezar Jaquelline Lily Nathalia | Alicia Laranjinha Rachel WL         | Cariúcha Henrique Lucas Radamés Shayan Yuri | Cariúcha Henrique Lucas Radamés Shayan Yuri | Jenny Lucas Márcia Rachel | Cezar Henrique Lily Simioni | Cezar Jenny Márcia Shayan | André Jaquelline Lily Yuri     | Lucas Sander Shayan WL         | Alicia André Radamés Tonzão | André Nadja Radamés Shayan | Cezar Márcia Shayan Yuri    | André Lily Márcia Nadja Radamés Tonzão WL | André Lily Márcia Nadja Radamés Tonzão WL | (nadie)                           | (nadie)                                | (nadie)                      |
| Nominado (Granjero)       | (nadie)                    | (nadie)                        | Rachel                               | Tonzão                              | Cariúcha                                    | Cariúcha                                    | Kally                     | Kally                       | Jenny                     | Jaquelline                     | Jaquelline                     | Cezar                       | Tonzão                     | Cezar                       | Cezar                                     | Cezar                                     | (nadie)                           | (nadie)                                | (nadie)                      |
| Nominado (Peones)         | (nadie)                    | (nadie)                        | Lucas                                | Jaquelline                          | Márcia                                      | Márcia                                      | Cezar André               | Lucas                       | Nadja                     | Nadja Lucas                    | Márcia                         | Shayan                      | Kally                      | Jaquelline                  | Radamés                                   | Radamés                                   | Shayan                            | (nadie)                                | (nadie)                      |
| Nominado (Establo)        | (nadie)                    | (nadie)                        | Nathalia                             | Laranjinha                          | Shayan                                      | Shayan                                      | Jenny                     | Cezar                       | Shayan                    | Yuri                           | Lucas                          | André                       | (nadie)                    | Yuri                        | WL                                        | WL                                        | (nadie)                           | (nadie)                                | (nadie)                      |
| Nominado (Otros)          | (nadie)                    | (nadie)                        | André                                | Sander                              | Yuri                                        | Yuri                                        | Nadja                     | Simioni                     | Márcia                    | Henrique                       | Sander                         | Radamés Alicia              | Nadja Radamés              | Radamés Nadja               | André Tonzão                              | André Tonzão                              | Jaquelline Nadja WL Márcia        | André Lily Tonzão Jaquelline Márcia WL | (nadie)                      |
|                           |                            |                                |                                      |                                     |                                             |                                             |                           |                             |                           |                                |                                |                             |                            |                             |                                           |                                           |                                   |                                        |                              |
| Jaquelline                | No elegible                | No elegible                    | Laranjinha                           | Cezar                               | Granjera                                    | Granjera                                    | Cezar                     | Tonzão                      | Tonzão Lily               | Tonzão                         | Cezar                          | Granjera                    | Kally (x2)                 | Nadja                       | Granjera                                  | Granjera                                  | Tonzão                            | Nominada                               | Ganadora (Día 96)            |
| André                     | No elegible                | No elegible                    | Radamés                              | Granjero                            | Alicia                                      | Yuri                                        | Cezar                     | Tonzão                      | Alicia                    | Tonzão                         | Cezar                          | Shayan                      | Kally (x2)                 | Nadja                       | Radamés                                   | Tonzão                                    | Shayan                            | Nominado                               | 2.º finalista (Día 96)       |
| Márcia                    | No elegible                | No elegible                    | Lucas                                | Jaquelline                          | Simioni                                     | Simioni                                     | Cezar                     | Alicia                      | Alicia                    | Kally                          | Cezar                          | Shayan                      | Kally (x2)                 | André                       | Shayan                                    | Tonzão                                    | Lily                              | Nominada                               | 3.ª finalista (Día 96)       |
| WL                        | No elegible                | No elegible                    | Lucas                                | Lucas                               | Nadja                                       | Simioni                                     | Cezar                     | Lucas                       | Nadja                     | Nadja                          | Nadja                          | Shayan                      | Kally (x2)                 | Jaquelline                  | Radamés                                   | Tonzão                                    | Shayan                            | Nominado                               | 4.º finalista (Día 96)       |
| Tonzão                    | No elegible                | No elegible                    | Lucas (x2)                           | Shayan                              | Alicia                                      | Simioni                                     | Cezar                     | Lucas                       | Nadja                     | Nadja                          | Cezar                          | Shayan                      | Kally (x2)                 | Jaquelline                  | Radamés                                   | No votó                                   | Shayan                            | Nominado                               | Eliminado (Día 94)           |
| Lily                      | No elegible                | No elegible                    | Lucas                                | Jaquelline                          | Nadja                                       | Simioni                                     | Cezar                     | Jaquelline                  | Nadja                     | Nadja                          | Márcia                         | Shayan                      | Kally (x2)                 | Jaquelline                  | Radamés                                   | No votó                                   | Shayan                            | Nominada                               | Eliminada (Día 94)           |
| Nadja                     | Nominada                   | Nominada                       | Sander                               | Cezar                               | Alicia                                      | Yuri                                        | Cezar                     | Alicia                      | Alicia                    | Tonzão                         | Lily                           | Jaquelline                  | Jaquelline                 | Jaquelline                  | Shayan                                    | Tonzão                                    | Tonzão                            | Eliminada (Día 91)                     | Eliminada (Día 91)           |
| Shayan                    | Nominado                   | Nominado                       | Kally                                | Jaquelline                          | Márcia                                      | Yuri                                        | André                     | Nadja                       | Tonzão André              | Granjero                       | Márcia                         | Jaquelline                  | Márcia                     | Lily                        | Lily                                      | Lily                                      | Tonzão                            | Eliminado (Día 91)                     | Eliminado (Día 91)           |
| Cezar                     | Nominado                   | Nominado                       | Lucas                                | Jaquelline                          | Márcia                                      | Yuri                                        | Tonzão                    | Lucas                       | Tonzão André              | Lucas                          | Márcia                         | Jaquelline                  | Granjero                   | Nadja                       | Lily                                      | Lily                                      | Eliminado (Día 89)                | Eliminado (Día 89)                     | Eliminado (Día 89)           |
| Radamés                   | No elegible                | No elegible                    | Lucas                                | Jaquelline                          | Nadja                                       | Yuri                                        | André                     | Nadja                       | Nadja                     | Lucas                          | Márcia                         | Jaquelline                  | Jaquelline                 | Nadja                       | Lily                                      | Lily                                      | Eliminado (Día 89)                | Eliminado (Día 89)                     | Eliminado (Día 89)           |
| Yuri                      | No elegible                | No elegible                    | Granjero                             | Jaquelline                          | Nadja                                       | No votó                                     | Granjero                  | Lucas                       | Nadja                     | Nadja                          | Granjero                       | Shayan                      | Kally (x2)                 | Jaquelline                  | Eliminado (Día 82)                        | Eliminado (Día 82)                        | Eliminado (Día 82)                | Eliminado (Día 82)                     | Eliminado (Día 82)           |
| Kally                     | No elegible                | No elegible                    | Laranjinha                           | Sander                              | Márcia                                      | Yuri                                        | Nadja                     | Tonzão                      | Tonzão                    | Márcia                         | Márcia                         | Jaquelline                  | Jaquelline                 | Eliminada (Día 75)          | Eliminada (Día 75)                        | Eliminada (Día 75)                        | Eliminada (Día 75)                | Eliminada (Día 75)                     | Eliminada (Día 75)           |
| Alicia                    | Nominada                   | Nominada                       | Lucas                                | Nadja                               | Márcia                                      | Yuri                                        | André                     | Lucas                       | Tonzão Nadja              | Lucas                          | Márcia                         | Lily                        | Eliminada (Día 68)         | Eliminada (Día 68)          | Eliminada (Día 68)                        | Eliminada (Día 68)                        | Eliminada (Día 68)                | Eliminada (Día 68)                     | Eliminada (Día 68)           |
| Lucas                     | No elegible                | No elegible                    | Laranjinha                           | Cariúcha                            | Tonzão                                      | Yuri                                        | Cezar                     | Tonzão                      | Granjero                  | Tonzão                         | Cezar                          | Shayan                      | Abandono (Día 67)          | Abandono (Día 67)           | Abandono (Día 67)                         | Abandono (Día 67)                         | Abandono (Día 67)                 | Abandono (Día 67)                      | Abandono (Día 67)            |
| Sander                    | No elegible                | No elegible                    | Lucas                                | Jaquelline                          | Márcia                                      | Yuri                                        | Cezar                     | Lucas                       | Nadja                     | Nadja                          | Márcia                         | Eliminado (Día 61)          | Eliminado (Día 61)         | Eliminado (Día 61)          | Eliminado (Día 61)                        | Eliminado (Día 61)                        | Eliminado (Día 61)                | Eliminado (Día 61)                     | Eliminado (Día 61)           |
| Henrique                  | No elegible                | No elegible                    | Lucas                                | Jaquelline                          | Nadja                                       | Simioni                                     | Nadja                     | Lucas                       | Nadja                     | Lucas                          | Eliminado (Día 54)             | Eliminado (Día 54)          | Eliminado (Día 54)         | Eliminado (Día 54)          | Eliminado (Día 54)                        | Eliminado (Día 54)                        | Eliminado (Día 54)                | Eliminado (Día 54)                     | Eliminado (Día 54)           |
| Jenny                     | No elegible                | No elegible                    | Lucas                                | Jaquelline                          | Márcia                                      | Yuri                                        | Cezar                     | Granjera                    | Nadja                     | Eliminada (Día 47)             | Eliminada (Día 47)             | Eliminada (Día 47)          | Eliminada (Día 47)         | Eliminada (Día 47)          | Eliminada (Día 47)                        | Eliminada (Día 47)                        | Eliminada (Día 47)                | Eliminada (Día 47)                     | Eliminada (Día 47)           |
| Simioni                   | No elegible                | No elegible                    | Lucas (x2)                           | Jaquelline                          | Márcia                                      | No votó                                     | Cezar                     | Alicia                      | Eliminada (Día 40)        | Eliminada (Día 40)             | Eliminada (Día 40)             | Eliminada (Día 40)          | Eliminada (Día 40)         | Eliminada (Día 40)          | Eliminada (Día 40)                        | Eliminada (Día 40)                        | Eliminada (Día 40)                | Eliminada (Día 40)                     | Eliminada (Día 40)           |
| Rachel                    | No elegible                | No elegible                    | Laranjinha                           | Cariúcha                            | Márcia                                      | Simioni                                     | Nadja                     | Expulsada (Día 33)          | Expulsada (Día 33)        | Expulsada (Día 33)             | Expulsada (Día 33)             | Expulsada (Día 33)          | Expulsada (Día 33)         | Expulsada (Día 33)          | Expulsada (Día 33)                        | Expulsada (Día 33)                        | Expulsada (Día 33)                | Expulsada (Día 33)                     | Expulsada (Día 33)           |
| Cariúcha                  | No elegible                | No elegible                    | Lucas                                | Jaquelline                          | Cezar                                       | Yuri                                        | Eliminada (Día 26)        | Eliminada (Día 26)          | Eliminada (Día 26)        | Eliminada (Día 26)             | Eliminada (Día 26)             | Eliminada (Día 26)          | Eliminada (Día 26)         | Eliminada (Día 26)          | Eliminada (Día 26)                        | Eliminada (Día 26)                        | Eliminada (Día 26)                | Eliminada (Día 26)                     | Eliminada (Día 26)           |
| Laranjinha                | No elegible                | No elegible                    | Lucas                                | Jaquelline                          | Eliminado (Día 19)                          | Eliminado (Día 19)                          | Eliminado (Día 19)        | Eliminado (Día 19)          | Eliminado (Día 19)        | Eliminado (Día 19)             | Eliminado (Día 19)             | Eliminado (Día 19)          | Eliminado (Día 19)         | Eliminado (Día 19)          | Eliminado (Día 19)                        | Eliminado (Día 19)                        | Eliminado (Día 19)                | Eliminado (Día 19)                     | Eliminado (Día 19)           |
| Nathalia                  | No elegible                | No elegible                    | Lucas                                | Eliminada (Día 12)                  | Eliminada (Día 12)                          | Eliminada (Día 12)                          | Eliminada (Día 12)        | Eliminada (Día 12)          | Eliminada (Día 12)        | Eliminada (Día 12)             | Eliminada (Día 12)             | Eliminada (Día 12)          | Eliminada (Día 12)         | Eliminada (Día 12)          | Eliminada (Día 12)                        | Eliminada (Día 12)                        | Eliminada (Día 12)                | Eliminada (Día 12)                     | Eliminada (Día 12)           |
| Igor                      | Nominado                   | Nominado                       | Eliminado (Día 5)                    | Eliminado (Día 5)                   | Eliminado (Día 5)                           | Eliminado (Día 5)                           | Eliminado (Día 5)         | Eliminado (Día 5)           | Eliminado (Día 5)         | Eliminado (Día 5)              | Eliminado (Día 5)              | Eliminado (Día 5)           | Eliminado (Día 5)          | Eliminado (Día 5)           | Eliminado (Día 5)                         | Eliminado (Día 5)                         | Eliminado (Día 5)                 | Eliminado (Día 5)                      | Eliminado (Día 5)            |
| Whendy                    | Nominada                   | Nominada                       | Eliminada (Día 5)                    | Eliminada (Día 5)                   | Eliminada (Día 5)                           | Eliminada (Día 5)                           | Eliminada (Día 5)         | Eliminada (Día 5)           | Eliminada (Día 5)         | Eliminada (Día 5)              | Eliminada (Día 5)              | Eliminada (Día 5)           | Eliminada (Día 5)          | Eliminada (Día 5)           | Eliminada (Día 5)                         | Eliminada (Día 5)                         | Eliminada (Día 5)                 | Eliminada (Día 5)                      | Eliminada (Día 5)            |
| Erick                     | Nominado                   | Nominado                       | Eliminado (Día 5)                    | Eliminado (Día 5)                   | Eliminado (Día 5)                           | Eliminado (Día 5)                           | Eliminado (Día 5)         | Eliminado (Día 5)           | Eliminado (Día 5)         | Eliminado (Día 5)              | Eliminado (Día 5)              | Eliminado (Día 5)           | Eliminado (Día 5)          | Eliminado (Día 5)           | Eliminado (Día 5)                         | Eliminado (Día 5)                         | Eliminado (Día 5)                 | Eliminado (Día 5)                      | Eliminado (Día 5)            |
| Sol                       | Nominada                   | Nominada                       | Eliminada (Día 5)                    | Eliminada (Día 5)                   | Eliminada (Día 5)                           | Eliminada (Día 5)                           | Eliminada (Día 5)         | Eliminada (Día 5)           | Eliminada (Día 5)         | Eliminada (Día 5)              | Eliminada (Día 5)              | Eliminada (Día 5)           | Eliminada (Día 5)          | Eliminada (Día 5)           | Eliminada (Día 5)                         | Eliminada (Día 5)                         | Eliminada (Día 5)                 | Eliminada (Día 5)                      | Eliminada (Día 5)            |
| Lumena                    | Nominada                   | Nominada                       | Eliminada (Día 5)                    | Eliminada (Día 5)                   | Eliminada (Día 5)                           | Eliminada (Día 5)                           | Eliminada (Día 5)         | Eliminada (Día 5)           | Eliminada (Día 5)         | Eliminada (Día 5)              | Eliminada (Día 5)              | Eliminada (Día 5)           | Eliminada (Día 5)          | Eliminada (Día 5)           | Eliminada (Día 5)                         | Eliminada (Día 5)                         | Eliminada (Día 5)                 | Eliminada (Día 5)                      | Eliminada (Día 5)            |
| JP                        | Nominado                   | Nominado                       | Eliminado (Día 5)                    | Eliminado (Día 5)                   | Eliminado (Día 5)                           | Eliminado (Día 5)                           | Eliminado (Día 5)         | Eliminado (Día 5)           | Eliminado (Día 5)         | Eliminado (Día 5)              | Eliminado (Día 5)              | Eliminado (Día 5)           | Eliminado (Día 5)          | Eliminado (Día 5)           | Eliminado (Día 5)                         | Eliminado (Día 5)                         | Eliminado (Día 5)                 | Eliminado (Día 5)                      | Eliminado (Día 5)            |
|                           |                            |                                |                                      |                                     |                                             |                                             |                           |                             |                           |                                |                                |                             |                            |                             |                                           |                                           |                                   |                                        |                              |
| Nominados                 | (nadie)                    | (nadie)                        | André Lucas Nathalia Rachel          | Jaquelline Laranjinha Sander Tonzão | Cariúcha Márcia Shayan Yuri                 | Cariúcha Márcia Shayan Yuri                 | André Jenny Kally Nadja   | Cezar Kally Lucas Simioni   | Jenny Márcia Nadja Shayan | Henrique Jaquelline Lucas Yuri | Jaquelline Lucas Márcia Sander | Alicia André Cezar Shayan   | Kally Nadja Radamés Tonzão | Cezar Jaquelline Nadja Yuri | André Cezar Radamés Tonzão WL             | André Cezar Radamés Tonzão WL             | (nadie)                           | (nadie)                                | (nadie)                      |
| Salvado por Pruebla       | (nadie)                    | (nadie)                        | André                                | Jaquelline                          | Yuri                                        | Yuri                                        | Jenny                     | Lucas                       | Shayan                    | Yuri                           | Jaquelline                     | Cezar                       | Tonzão                     | Jaquelline                  | André                                     | André                                     | (nadie)                           | (nadie)                                | (nadie)                      |
| Nominados por Eliminación | Cezar Erick Igor JP Shayan | Alicia Lumena Nadja Sol Whendy | Lucas Nathalia Rachel                | Laranjinha Sander Tonzão            | Cariúcha Márcia Shayan                      | Cariúcha Márcia Shayan                      | André Kally Nadja         | Cezar Kally Simioni         | Jenny Márcia Nadja        | Henrique Jaquelline Lucas      | Lucas Márcia Sander            | Alicia André Shayan         | Kally Nadja Radamés        | Cezar Nadja Yuri            | Cezar Radamés Tonzão WL                   | Cezar Radamés Tonzão WL                   | Jaquelline Márcia Nadja Shayan WL | André Jaquelline Lily Márcia Tonzão WL | André Jaquelline Márcia WL   |
| Eliminados                | JP 5,43% para salvar       | Lumena 8,99% para salvar       | Nathalia 5,77% para salvar           | Laranjinha 4,43% para salvar        | Cariúcha 9,74% para salvar                  | Cariúcha 9,74% para salvar                  | Rachel Expulsada          | Simioni 8,88% para salvar   | Jenny 8,52% para salvar   | Henrique 5,64% para salvar     | Sander 6,32% para salvar       | Lucas Abandono              | Kally 9,68% para salvar    | Yuri 24,26% para salvar     | Radamés 9,63% para salvar                 | Radamés 9,63% para salvar                 | Shayan 6,89% para salvar          | Lily 0,78% para salvar                 | WL 5,28% para ganar          |
| Eliminados                | Erick 14,40% para salvar   | Sol 12,32% para salvar         | Nathalia 5,77% para salvar           | Laranjinha 4,43% para salvar        | Cariúcha 9,74% para salvar                  | Cariúcha 9,74% para salvar                  | Rachel Expulsada          | Simioni 8,88% para salvar   | Jenny 8,52% para salvar   | Henrique 5,64% para salvar     | Sander 6,32% para salvar       | Lucas Abandono              | Kally 9,68% para salvar    | Yuri 24,26% para salvar     | Radamés 9,63% para salvar                 | Radamés 9,63% para salvar                 | Shayan 6,89% para salvar          | Lily 0,78% para salvar                 | Márcia 12,78% para ganar     |
| Eliminados                | Erick 14,40% para salvar   | Sol 12,32% para salvar         | Nathalia 5,77% para salvar           | Laranjinha 4,43% para salvar        | Cariúcha 9,74% para salvar                  | Cariúcha 9,74% para salvar                  | Nadja 23,67% para salvar  | Simioni 8,88% para salvar   | Jenny 8,52% para salvar   | Henrique 5,64% para salvar     | Sander 6,32% para salvar       | Alicia 4,62% para salvar    | Kally 9,68% para salvar    | Yuri 24,26% para salvar     | Cezar 14,87% para salvar                  | Cezar 14,87% para salvar                  | Nadja 8,07% para salvar           | Tonzão 2,15% para salvar               | Márcia 12,78% para ganar     |
| Eliminados                | Igor 18,02% para salvar    | Whendy 17,42% para salvar      | Nathalia 5,77% para salvar           | Laranjinha 4,43% para salvar        | Cariúcha 9,74% para salvar                  | Cariúcha 9,74% para salvar                  | Nadja 23,67% para salvar  | Simioni 8,88% para salvar   | Jenny 8,52% para salvar   | Henrique 5,64% para salvar     | Sander 6,32% para salvar       | Alicia 4,62% para salvar    | Kally 9,68% para salvar    | Yuri 24,26% para salvar     | Cezar 14,87% para salvar                  | Cezar 14,87% para salvar                  | Nadja 8,07% para salvar           | Tonzão 2,15% para salvar               | André 25,77% para ganar      |
| Salvados                  | Cezar 22,88% para salvar   | Alicia 27,01% para salvar      | Rachel 43,57% para salvar            | Tonzão 47,58% para salvar           | Márcia 35,75% para salvar                   | Márcia 35,75% para salvar                   | André 36% para salvar     | Cezar 42,35% para salvar    | Márcia 37,20% para salvar | Jaquelline 41,99% para salvar  | Márcia 45,01% para salvar      | Shayan 23,03% para salvar   | Radamés 44,95% para salvar | Nadja 27,96% para salvar    | Tonzão 34,07% para salvar                 | Tonzão 34,07% para salvar                 | WL 9,54% para salvar              | WL 5,47% para salvar                   | Jaquelline 56,17% para ganar |
| Salvados                  | Cezar 22,88% para salvar   | Alicia 27,01% para salvar      | Rachel 43,57% para salvar            | Tonzão 47,58% para salvar           | Márcia 35,75% para salvar                   | Márcia 35,75% para salvar                   | André 36% para salvar     | Cezar 42,35% para salvar    | Márcia 37,20% para salvar | Jaquelline 41,99% para salvar  | Márcia 45,01% para salvar      | Shayan 23,03% para salvar   | Radamés 44,95% para salvar | Nadja 27,96% para salvar    | Tonzão 34,07% para salvar                 | Tonzão 34,07% para salvar                 | WL 9,54% para salvar              | Márcia 13,32% para salvar              | Jaquelline 56,17% para ganar |
| Salvados                  | Cezar 22,88% para salvar   | Alicia 27,01% para salvar      | Rachel 43,57% para salvar            | Tonzão 47,58% para salvar           | Márcia 35,75% para salvar                   | Márcia 35,75% para salvar                   | André 36% para salvar     | Cezar 42,35% para salvar    | Márcia 37,20% para salvar | Jaquelline 41,99% para salvar  | Márcia 45,01% para salvar      | Shayan 23,03% para salvar   | Radamés 44,95% para salvar | Nadja 27,96% para salvar    | Tonzão 34,07% para salvar                 | Tonzão 34,07% para salvar                 | Márcia 10,18% para salvar         |                                        | Jaquelline 56,17% para ganar |
| Salvados                  | Shayan 39,27% para salvar  | Nadja 34,26% para salvar       | Lucas 50,66% para salvar             | Sander 47,99% para salvar           | Shayan 54,51% para salvar                   | Shayan 54,51% para salvar                   | Kally 40,33% para salvar  | Kally 48,77% para salvar    | Nadja 54,28% para salvar  | Lucas 52,37% para salvar       | Lucas 48,67% para salvar       | André 72,35% para salvar    | Nadja 45,37% para salvar   | Cezar 47,78% para salvar    | WL 41,43% para salvar                     | WL 41,43% para salvar                     | André 23,80% para salvar          |                                        | Jaquelline 56,17% para ganar |
| Salvados                  | Shayan 39,27% para salvar  | Nadja 34,26% para salvar       | Lucas 50,66% para salvar             | Sander 47,99% para salvar           | Shayan 54,51% para salvar                   | Shayan 54,51% para salvar                   | Kally 40,33% para salvar  | Kally 48,77% para salvar    | Nadja 54,28% para salvar  | Lucas 52,37% para salvar       | Lucas 48,67% para salvar       | André 72,35% para salvar    | Nadja 45,37% para salvar   | Cezar 47,78% para salvar    | WL 41,43% para salvar                     | WL 41,43% para salvar                     | André 23,80% para salvar          | Jaquelline 65,32% para salvar          | Jaquelline 56,17% para ganar |
| Salvados                  | Shayan 39,27% para salvar  | Nadja 34,26% para salvar       | Lucas 50,66% para salvar             | Sander 47,99% para salvar           | Shayan 54,51% para salvar                   | Shayan 54,51% para salvar                   | Kally 40,33% para salvar  | Kally 48,77% para salvar    | Nadja 54,28% para salvar  | Lucas 52,37% para salvar       | Lucas 48,67% para salvar       | André 72,35% para salvar    | Nadja 45,37% para salvar   | Cezar 47,78% para salvar    | WL 41,43% para salvar                     | WL 41,43% para salvar                     | Jaquelline 54,48% para salvar     |                                        | Jaquelline 56,17% para ganar |

## Décima sexta edición (16/09/2024 – 19/12/2024)
| Bandera del estado de Río de Janeiro     | Sacha Bali         |
| Bandera del estado de São Paulo          | Sidney Sampaio     |
| Bandera del estado de Río Grande del Sur | Yuri Bonotto       |
| Bandera del estado de São Paulo          | Gui Vieira         |
| Bandera del estado de São Paulo          | Juninho Bill       |
| Bandera del estado de Minas Gerais       | Vanessa Carvalho   |
| Bandera del estado de Río de Janeiro     | Gilsão de Oliveira |
| Bandera del estado de São Paulo          | Albert Bressan     |
| Bandera del estado de São Paulo          | Flor Fernandez     |
| Bandera del estado de Pernambuco         | Luana Targino      |
| Bandera del estado de Río de Janeiro     | Flora Cruz         |
| Bandera del estado de São Paulo          | Fernando Presto    |
| Bandera del estado de São Paulo          | Babi Muniz         |
| Bandera del estado de Espírito Santo     | Gizelly Bicalho    |
| Bandera del estado de São Paulo          | Zé Love            |
| Bandera del estado de Río de Janeiro     | Camila Moura       |
| Bandera del estado de Minas Gerais       | Fernanda Campos    |
| Bandera del estado de São Paulo          | Zaac               |
| Bandera del estado de Minas Gerais       | Julia Simoura      |
| Bandera del estado de Río de Janeiro     | Suelen Gervásio    |
| Bandera del estado de São Paulo          | Cauê Fantin        |
| Bandera del estado de Bahía              | Raquel Brito       |
| Bandera del estado de Pernambuco         | Larissa Tomásia    |
| Bandera del Distrito Federal de Brasil   | Vivi Fernandez     |
| ---------------------------------------- | ------------------ |

### Tabla de nominaciones
|                           | Semana 1                                                  | Semana 1                     | Semana 2                       | Semana 3                   | Semana 4                   | Semana 5                       | Semana 6                     | Semana 7                                            | Semana 8                    | Semana 9                  | Semana 10                   | Semana 11                 | Semana 11                 | Semana 12                 | Semana 13                 | Semana 13                  | Semana 13                             | Semana 13                 |
| Día 2                     | Día 10                                                    | Día 91                       | Día 91                         | Semana 3                   | Semana 4                   | Semana 5                       | Semana 6                     | Semana 7                                            | Semana 8                    | Semana 9                  | Semana 10                   | Semana 11                 | Semana 11                 | Semana 12                 | Día 93                    | Final                      |                                       |                           |
| ------------------------- | --------------------------------------------------------- | ---------------------------- | ------------------------------ | -------------------------- | -------------------------- | ------------------------------ | ---------------------------- | --------------------------------------------------- | --------------------------- | ------------------------- | --------------------------- | ------------------------- | ------------------------- | ------------------------- | ------------------------- | -------------------------- | ------------------------------------- | ------------------------- |
| Granjero de la Semana     | (nadie)                                                   | Julia                        | Flor                           | Julia                      | Zé Love                    | Yuri                           | Gilsão                       | Luana                                               | Sacha                       | Luana                     | Gui                         | Yuri                      | Yuri                      | Gilsão                    | Yuri                      | Yuri                       | (nadie)                               | (nadie)                   |
| Poder de la Lámpara       | (nadie)                                                   | Zé Love                      | Sacha                          | Camila                     | Sidney                     | Gui                            | Zé Love                      | Juninho                                             | Albert                      | Gui                       | Albert                      | Luana                     | Luana                     | Vanessa                   | (nadie)                   | (nadie)                    | (nadie)                               | (nadie)                   |
| Excluidos (Establo)       | Albert Fernando Gui Sacha Sidney Vivi                     | Albert Fernanda Sacha Sidney | Babi Larissa Yuri Zaac         | Raquel Suelen Zaac Zé Love | Flora Julia Sacha Vanessa  | Fernanda Gizelly Juninho Sacha | Albert Camila Fernando Luana | Albert Flor Gilsão Gizelly Gui Vanessa Yuri Zé Love | Juninho Luana Vanessa Yuri  | Flor Flora Juninho Sidney | Fernando Sacha Vanessa Yuri | Albert Gilsão Gui Sidney  | Albert Gilsão Gui Sidney  | Flor Gui Luana Sacha      | (nadie)                   | (nadie)                    | (nadie)                               | (nadie)                   |
| Nominado (Granjero)       | (nadie)                                                   | Flor                         | Julia                          | Zé Love                    | Yuri                       | Gilsão                         | Yuri                         | Zé Love                                             | Gizelly                     | Babi                      | Juninho                     | Sidney                    | Sidney                    | Sacha                     | (nadie)                   | (nadie)                    | (nadie)                               | (nadie)                   |
| Nominado (Peones)         | (nadie)                                                   | Zé Love                      | Juninho                        | Sacha                      | Suelen                     | Julia                          | Sacha                        | Sacha                                               | Flora                       | Sacha                     | Luana                       | Flora                     | Flora                     | Yuri                      | (nadie)                   | (nadie)                    | (nadie)                               | (nadie)                   |
| Nominado (Establo)        | (nadie)                                                   | Sacha                        | Larissa                        | Zaac                       | Vanessa                    | Fernando                       | Camila                       | Flor                                                | Vanessa                     | Albert                    | Fernando                    | Gui                       | Gui                       | Flor                      | (nadie)                   | (nadie)                    | (nadie)                               | (nadie)                   |
| Nominado (Otros)          | (nadie)                                                   | Vivi                         | Fernando                       | Cauê                       | Sacha                      | Luana                          | Luana                        | Gui                                                 | Luana                       | Gui                       | Yuri                        | Gilsão                    | Gilsão                    | Luana Gui                 | Sacha Albert Sidney Yuri  | Gilsão Vanessa Juninho Gui | Gui Juninho Sacha Sidney Vanessa Yuri | (nadie)                   |
|                           |                                                           |                              |                                |                            |                            |                                |                              |                                                     |                             |                           |                             |                           |                           |                           |                           |                            |                                       |                           |
| Sacha                     | No elegible                                               | Zé Love                      | Juninho                        | Gizelly                    | Suelen                     | Sidney                         | Zé Love                      | Fernando                                            | Granjero                    | Gilsão                    | Albert                      | Flora                     | Gilsão                    | Albert                    | Nominado                  | Salvado                    | Nominado                              | Ganador (Día 96)          |
| Sidney                    | No elegible                                               | Larissa                      | Cauê                           | Sacha (x2)                 | Suelen                     | Julia                          | Sacha                        | Sacha                                               | Flora                       | Sacha                     | Luana                       | Sacha                     | Albert                    | Yuri                      | Nominado                  | Salvado                    | Nominado                              | 2.º finalista (Día 96)    |
| Yuri                      | No elegible                                               | Zé Love                      | Juninho                        | Fernanda                   | Babi                       | Granjero                       | Zé Love                      | Babi                                                | Babi                        | Gilsão                    | Albert                      | Granjero                  | Gilsão                    | Albert                    | Nominado                  | Salvado                    | Nominado                              | 3.º finalista (Día 96)    |
| Gui                       | No elegible                                               | Zé Love                      | Juninho                        | Fernanda                   | Fernanda                   | Zaac                           | Zé Love                      | Babi                                                | Flora                       | Gilsão                    | Granjero                    | Flor                      | Gilsão                    | Albert                    | Salvado                   | Nominado                   | Nominado                              | 4.º finalista (Día 96)    |
| Juninho                   | No elegible                                               | Gui                          | Cauê                           | Sacha (x2)                 | Suelen                     | Julia                          | Gui                          | Gui                                                 | Flora                       | Sacha                     | Luana                       | Flor                      | Albert                    | Yuri                      | Salvado                   | Nominado                   | Nominado                              | Eliminado (Día 94)        |
| Vanessa                   | No elegible                                               | Gilsão                       | Gilsão                         | Sacha (x2)                 | Suelen                     | Julia                          | Sacha                        | Yuri                                                | Flora                       | Sacha                     | Flora                       | Flora                     | Albert                    | Yuri                      | Salvada                   | Nominada                   | Nominada                              | Eliminada (Día 94)        |
| Gilsão                    | No elegible                                               | Yuri                         | Cauê                           | Sacha (x2)                 | Suelen                     | Julia                          | Granjero                     | Gui                                                 | Flora                       | Sacha                     | Luana                       | Flor                      | No votó                   | Granjero                  | Salvado                   | Nominado                   | Eliminado (Día 93)                    | Eliminado (Día 93)        |
| Albert                    | Nominado                                                  | Gui                          | Cauê                           | Sacha (x2)                 | Suelen                     | Julia                          | Sacha                        | Yuri                                                | Flora                       | Yuri                      | Luana                       | Vanessa                   | No votó                   | Yuri                      | Nominado                  | Eliminado (Día 92)         | Eliminado (Día 92)                    | Eliminado (Día 92)        |
| Flor                      | No elegible                                               | Gui                          | Granjera                       | Sacha (x2)                 | Suelen                     | Julia                          | Sacha                        | Sacha                                               | Flora                       | Gilsão                    | Gilsão                      | Flora                     | Gilsão                    | Yuri                      | Eliminada (Día 89)        | Eliminada (Día 89)         | Eliminada (Día 89)                    | Eliminada (Día 89)        |
| Luana                     | No elegible                                               | Zé Love                      | Juninho                        | Sacha (x2)                 | Flor                       | Fernando                       | Zé Love                      | Granjera                                            | Babi                        | Granjera                  | Gilsão                      | Flora (x4)                | Gilsão                    | Albert                    | Eliminada (Día 89)        | Eliminada (Día 89)         | Eliminada (Día 89)                    | Eliminada (Día 89)        |
| Flora                     | No elegible                                               | Zé Love                      | Juninho                        | Sacha (x2)                 | Flor                       | Vanessa                        | Gui                          | Sacha                                               | Babi                        | Sacha                     | Luana                       | Flor                      | Albert                    | Eliminada (Día 82)        | Eliminada (Día 82)        | Eliminada (Día 82)         | Eliminada (Día 82)                    | Eliminada (Día 82)        |
| Fernando                  | No elegible                                               | Vivi                         | Cauê                           | Sacha (x2)                 | Suelen                     | Julia                          | Sacha                        | Gui                                                 | Flora                       | Sacha                     | Luana                       | Eliminado (Día 75)        | Eliminado (Día 75)        | Eliminado (Día 75)        | Eliminado (Día 75)        | Eliminado (Día 75)         | Eliminado (Día 75)                    | Eliminado (Día 75)        |
| Babi                      | No elegible                                               | Gui                          | Cauê                           | Sacha (x2)                 | Suelen                     | Julia                          | Sacha                        | Sacha                                               | Flora                       | Sacha                     | Eliminada (Día 68)          | Eliminada (Día 68)        | Eliminada (Día 68)        | Eliminada (Día 68)        | Eliminada (Día 68)        | Eliminada (Día 68)         | Eliminada (Día 68)                    | Eliminada (Día 68)        |
| Gizelly                   | Nominada                                                  | Zé Love                      | Juninho                        | Sacha (x2)                 | Juninho                    | Fernando                       | Sacha                        | Sacha                                               | Sidney                      | Eliminada (Día 61)        | Eliminada (Día 61)          | Eliminada (Día 61)        | Eliminada (Día 61)        | Eliminada (Día 61)        | Eliminada (Día 61)        | Eliminada (Día 61)         | Eliminada (Día 61)                    | Eliminada (Día 61)        |
| Zé Love                   | No elegible                                               | Suelen                       | Cauê                           | Sacha (x2)                 | Granjero                   | Julia                          | Sacha                        | Sacha                                               | Eliminado (Día 54)          | Eliminado (Día 54)        | Eliminado (Día 54)          | Eliminado (Día 54)        | Eliminado (Día 54)        | Eliminado (Día 54)        | Eliminado (Día 54)        | Eliminado (Día 54)         | Eliminado (Día 54)                    | Eliminado (Día 54)        |
| Camila                    | No elegible                                               | Zé Love                      | Juninho                        | Sacha (x2)                 | Fernanda                   | Vanessa                        | Sacha                        | Eliminada (Día 47)                                  | Eliminada (Día 47)          | Eliminada (Día 47)        | Eliminada (Día 47)          | Eliminada (Día 47)        | Eliminada (Día 47)        | Eliminada (Día 47)        | Eliminada (Día 47)        | Eliminada (Día 47)         | Eliminada (Día 47)                    | Eliminada (Día 47)        |
| Fernanda                  | No elegible                                               | Gui                          | Cauê                           | Sacha (x2)                 | Suelen                     | Julia                          | Abandona (Día 43)            | Abandona (Día 43)                                   | Abandona (Día 43)           | Abandona (Día 43)         | Abandona (Día 43)           | Abandona (Día 43)         | Abandona (Día 43)         | Abandona (Día 43)         | Abandona (Día 43)         | Abandona (Día 43)          | Abandona (Día 43)                     | Abandona (Día 43)         |
| Zaac                      | No elegible                                               | Suelen                       | Cauê                           | Sacha (x2)                 | Suelen                     | Julia                          | Abandono (Día 43)            | Abandono (Día 43)                                   | Abandono (Día 43)           | Abandono (Día 43)         | Abandono (Día 43)           | Abandono (Día 43)         | Abandono (Día 43)         | Abandono (Día 43)         | Abandono (Día 43)         | Abandono (Día 43)          | Abandono (Día 43)                     | Abandono (Día 43)         |
| Julia                     | No elegible                                               | Granjera                     | Juninho                        | Granjera                   | Fernanda                   | Vanessa                        | Eliminada (Día 40)           | Eliminada (Día 40)                                  | Eliminada (Día 40)          | Eliminada (Día 40)        | Eliminada (Día 40)          | Eliminada (Día 40)        | Eliminada (Día 40)        | Eliminada (Día 40)        | Eliminada (Día 40)        | Eliminada (Día 40)         | Eliminada (Día 40)                    | Eliminada (Día 40)        |
| Suelen                    | No elegible                                               | Zé Love                      | Juninho                        | Sacha (x2)                 | Albert                     | Eliminada (Día 33)             | Eliminada (Día 33)           | Eliminada (Día 33)                                  | Eliminada (Día 33)          | Eliminada (Día 33)        | Eliminada (Día 33)          | Eliminada (Día 33)        | Eliminada (Día 33)        | Eliminada (Día 33)        | Eliminada (Día 33)        | Eliminada (Día 33)         | Eliminada (Día 33)                    | Eliminada (Día 33)        |
| Cauê                      | Nominado                                                  | Zé Love                      | Juninho                        | Fernanda                   | Eliminado (Día 26)         | Eliminado (Día 26)             | Eliminado (Día 26)           | Eliminado (Día 26)                                  | Eliminado (Día 26)          | Eliminado (Día 26)        | Eliminado (Día 26)          | Eliminado (Día 26)        | Eliminado (Día 26)        | Eliminado (Día 26)        | Eliminado (Día 26)        | Eliminado (Día 26)         | Eliminado (Día 26)                    | Eliminado (Día 26)        |
| Raquel                    | No elegible                                               | Zé Love                      | Juninho                        | Retirada (Día 22)          | Retirada (Día 22)          | Retirada (Día 22)              | Retirada (Día 22)            | Retirada (Día 22)                                   | Retirada (Día 22)           | Retirada (Día 22)         | Retirada (Día 22)           | Retirada (Día 22)         | Retirada (Día 22)         | Retirada (Día 22)         | Retirada (Día 22)         | Retirada (Día 22)          | Retirada (Día 22)                     | Retirada (Día 22)         |
| Larissa                   | No elegible                                               | Zé Love                      | Sidney                         | Eliminada (Día 19)         | Eliminada (Día 19)         | Eliminada (Día 19)             | Eliminada (Día 19)           | Eliminada (Día 19)                                  | Eliminada (Día 19)          | Eliminada (Día 19)        | Eliminada (Día 19)          | Eliminada (Día 19)        | Eliminada (Día 19)        | Eliminada (Día 19)        | Eliminada (Día 19)        | Eliminada (Día 19)         | Eliminada (Día 19)                    | Eliminada (Día 19)        |
| Vivi                      | Nominada                                                  | Zé Love                      | Eliminada (Día 12)             | Eliminada (Día 12)         | Eliminada (Día 12)         | Eliminada (Día 12)             | Eliminada (Día 12)           | Eliminada (Día 12)                                  | Eliminada (Día 12)          | Eliminada (Día 12)        | Eliminada (Día 12)          | Eliminada (Día 12)        | Eliminada (Día 12)        | Eliminada (Día 12)        | Eliminada (Día 12)        | Eliminada (Día 12)         | Eliminada (Día 12)                    | Eliminada (Día 12)        |
| D'Black                   | Nominado                                                  | Eliminado (Día 5)            | Eliminado (Día 5)              | Eliminado (Día 5)          | Eliminado (Día 5)          | Eliminado (Día 5)              | Eliminado (Día 5)            | Eliminado (Día 5)                                   | Eliminado (Día 5)           | Eliminado (Día 5)         | Eliminado (Día 5)           | Eliminado (Día 5)         | Eliminado (Día 5)         | Eliminado (Día 5)         | Eliminado (Día 5)         | Eliminado (Día 5)          | Eliminado (Día 5)                     | Eliminado (Día 5)         |
| Geovana                   | Nominada                                                  | Eliminada (Día 5)            | Eliminada (Día 5)              | Eliminada (Día 5)          | Eliminada (Día 5)          | Eliminada (Día 5)              | Eliminada (Día 5)            | Eliminada (Día 5)                                   | Eliminada (Día 5)           | Eliminada (Día 5)         | Eliminada (Día 5)           | Eliminada (Día 5)         | Eliminada (Día 5)         | Eliminada (Día 5)         | Eliminada (Día 5)         | Eliminada (Día 5)          | Eliminada (Día 5)                     | Eliminada (Día 5)         |
| Michael                   | Nominado                                                  | Eliminado (Día 5)            | Eliminado (Día 5)              | Eliminado (Día 5)          | Eliminado (Día 5)          | Eliminado (Día 5)              | Eliminado (Día 5)            | Eliminado (Día 5)                                   | Eliminado (Día 5)           | Eliminado (Día 5)         | Eliminado (Día 5)           | Eliminado (Día 5)         | Eliminado (Día 5)         | Eliminado (Día 5)         | Eliminado (Día 5)         | Eliminado (Día 5)          | Eliminado (Día 5)                     | Eliminado (Día 5)         |
| Gabriela                  | Nominada                                                  | Eliminada (Día 5)            | Eliminada (Día 5)              | Eliminada (Día 5)          | Eliminada (Día 5)          | Eliminada (Día 5)              | Eliminada (Día 5)            | Eliminada (Día 5)                                   | Eliminada (Día 5)           | Eliminada (Día 5)         | Eliminada (Día 5)           | Eliminada (Día 5)         | Eliminada (Día 5)         | Eliminada (Día 5)         | Eliminada (Día 5)         | Eliminada (Día 5)          | Eliminada (Día 5)                     | Eliminada (Día 5)         |
|                           |                                                           |                              |                                |                            |                            |                                |                              |                                                     |                             |                           |                             |                           |                           |                           |                           |                            |                                       |                           |
| Nominados                 | (nadie)                                                   | Flor Sacha Vivi Zé Love      | Fernando Juninho Julia Larissa | Cauê Sacha Zaac Zé Love    | Sacha Suelen Vanessa Yuri  | Fernando Gilsão Julia Luana    | Camila Luana Sacha Yuri      | Flor Gui Sacha Zé Love                              | Flora Gizelly Luana Vanessa | Albert Babi Gui Sacha     | Fernando Juninho Luana Yuri | Flora Gilsão Gui Sidney   | Flora Gilsão Gui Sidney   | Flor Gui Luana Sacha Yuri | (nadie)                   | (nadie)                    | (nadie)                               | (nadie)                   |
| Salvado por Pruebla       | (nadie)                                                   | Flor                         | Julia                          | Zé Love                    | Yuri                       | Gilsão                         | Luana                        | Sacha                                               | Luana                       | Gui                       | Yuri                        | Gilsão                    | Gilsão                    | Yuri                      | (nadie)                   | (nadie)                    | (nadie)                               | (nadie)                   |
| Nominados por Eliminación | Albert Cauê D'Black Gabriela Geovana Gizelly Michael Vivi | Sacha Vivi Zé Love           | Fernando Juninho Larissa       | Cauê Sacha Zaac            | Sacha Suelen Vanessa       | Fernando Julia Luana           | Camila Sacha Yuri            | Flor Gui Zé Love                                    | Flora Gizelly Vanessa       | Albert Babi Sacha         | Fernando Juninho Luana      | Flora Gui Sidney          | Flora Gui Sidney          | Flor Gui Luana Sacha      | Albert Sacha Sidney Yuri  | Gilsão Gui Juninho Vanessa | Gui Juninho Sacha Sidney Vanessa Yuri | Gui Sacha Sidney Yuri     |
| Eliminados                | Gabriela 8,42% para salvar                                | Vivi 16,52% para salvar      | Larissa 26,40% para salvar     | Raquel Retirada            | Suelen 8,15% para salvar   | Julia 22,15% para salvar       | Zaac Abandono                | Zé Love 30,02% para salvar                          | Gizelly 20,02% para salvar  | Babi 13,74% para salvar   | Fernando 7,01% para salvar  | Flora 21,87% para salvar  | Flora 21,87% para salvar  | Luana 8,16% para salvar   | Albert 0,85% para salvar  | Gilsão 8,86% para salvar   | Vanessa 1,07% para salvar             | Gui 6,63% para ganar      |
| Eliminados                | Michael 9,34% para salvar                                 | Vivi 16,52% para salvar      | Larissa 26,40% para salvar     | Raquel Retirada            | Suelen 8,15% para salvar   | Julia 22,15% para salvar       | Zaac Abandono                | Zé Love 30,02% para salvar                          | Gizelly 20,02% para salvar  | Babi 13,74% para salvar   | Fernando 7,01% para salvar  | Flora 21,87% para salvar  | Flora 21,87% para salvar  | Luana 8,16% para salvar   | Albert 0,85% para salvar  | Gilsão 8,86% para salvar   | Vanessa 1,07% para salvar             | Gui 6,63% para ganar      |
| Eliminados                | Fernanda Abandona                                         | Vivi 16,52% para salvar      | Larissa 26,40% para salvar     | Raquel Retirada            | Suelen 8,15% para salvar   | Julia 22,15% para salvar       | Yuri 18,46% para ganar       | Zé Love 30,02% para salvar                          | Gizelly 20,02% para salvar  | Babi 13,74% para salvar   | Fernando 7,01% para salvar  | Flora 21,87% para salvar  | Flora 21,87% para salvar  | Luana 8,16% para salvar   | Albert 0,85% para salvar  | Gilsão 8,86% para salvar   | Vanessa 1,07% para salvar             |                           |
| Eliminados                | Fernanda Abandona                                         | Vivi 16,52% para salvar      | Larissa 26,40% para salvar     | Geovana 10,11% para salvar | Suelen 8,15% para salvar   | Julia 22,15% para salvar       | Yuri 18,46% para ganar       | Zé Love 30,02% para salvar                          | Gizelly 20,02% para salvar  | Babi 13,74% para salvar   | Fernando 7,01% para salvar  | Flora 21,87% para salvar  | Flora 21,87% para salvar  | Cauê 6,79% para salvar    | Albert 0,85% para salvar  | Gilsão 8,86% para salvar   | Flor 15,81% para salvar               | Juninho 3,94% para salvar |
| Eliminados                | Camila 25,49% para salvar                                 | Vivi 16,52% para salvar      | Larissa 26,40% para salvar     | Geovana 10,11% para salvar | Suelen 8,15% para salvar   | Julia 22,15% para salvar       | Sidney 23,98% para ganar     | Zé Love 30,02% para salvar                          | Gizelly 20,02% para salvar  | Babi 13,74% para salvar   | Fernando 7,01% para salvar  | Flora 21,87% para salvar  | Flora 21,87% para salvar  | Cauê 6,79% para salvar    | Albert 0,85% para salvar  | Gilsão 8,86% para salvar   | Flor 15,81% para salvar               | Juninho 3,94% para salvar |
| Eliminados                | Camila 25,49% para salvar                                 | Vivi 16,52% para salvar      | Larissa 26,40% para salvar     | D'Black 10,96% para salvar | Suelen 8,15% para salvar   | Julia 22,15% para salvar       | Sidney 23,98% para ganar     | Zé Love 30,02% para salvar                          | Gizelly 20,02% para salvar  | Babi 13,74% para salvar   | Fernando 7,01% para salvar  | Flora 21,87% para salvar  | Flora 21,87% para salvar  | Cauê 6,79% para salvar    | Albert 0,85% para salvar  | Gilsão 8,86% para salvar   | Flor 15,81% para salvar               | Juninho 3,94% para salvar |
| Salvados                  | Cauê 12,16% para salvar                                   | Sacha 31,57% para salvar     | Fernando 34,79% para salvar    | Zaac 34,94% para salvar    | Vanessa 43,27% para salvar | Luana 36,32% para salvar       | Sacha 30,23% para salvar     | Flor 32,45% para salvar                             | Flora 39,28% para salvar    | Albert 18,82% para salvar | Juninho 21,93% para salvar  | Sidney 26,17% para salvar | Sidney 26,17% para salvar | Gui 34,83% para salvar    | Sidney 18,99% para salvar | Vanessa 10,61% para salvar | Gui 13,94% para salvar                | Sacha 50,93% para salvar  |
| Salvados                  | Albert 12,99% para salvar                                 | Sacha 31,57% para salvar     | Fernando 34,79% para salvar    | Zaac 34,94% para salvar    | Vanessa 43,27% para salvar | Luana 36,32% para salvar       | Sacha 30,23% para salvar     | Flor 32,45% para salvar                             | Flora 39,28% para salvar    | Albert 18,82% para salvar | Juninho 21,93% para salvar  | Sidney 26,17% para salvar | Sidney 26,17% para salvar | Gui 34,83% para salvar    | Sidney 18,99% para salvar | Vanessa 10,61% para salvar | Yuri 18,58% para salvar               | Sacha 50,93% para salvar  |
| Salvados                  | Albert 12,99% para salvar                                 | Sacha 31,57% para salvar     | Fernando 34,79% para salvar    | Zaac 34,94% para salvar    | Vanessa 43,27% para salvar | Luana 36,32% para salvar       | Sacha 30,23% para salvar     | Flor 32,45% para salvar                             | Flora 39,28% para salvar    | Albert 18,82% para salvar | Juninho 21,93% para salvar  | Sidney 26,17% para salvar | Sidney 26,17% para salvar | Gui 34,83% para salvar    | Yuri 31,87% para salvar   | Juninho 14,75% para salvar | Yuri 18,58% para salvar               | Sacha 50,93% para salvar  |
| Salvados                  | Vivi 15,28% para salvar                                   | Zé Love 51,91% para salvar   | Juninho 38,81% para salvar     | Sacha 58,27% para salvar   | Sacha 48,58% para salvar   | Fernando 41,53% para salvar    | Yuri 44,28% para salvar      | Gui 37,53% para salvar                              | Vanessa 40,70% para salvar  | Sacha 67,44% para salvar  | Luana 71,06% para salvar    | Gui 51,96% para salvar    | Gui 51,96% para salvar    | Sacha 41,20% para salvar  | Yuri 31,87% para salvar   | Juninho 14,75% para salvar | Sidney 20,04% para salvar             | Sacha 50,93% para salvar  |
| Salvados                  | Vivi 15,28% para salvar                                   | Zé Love 51,91% para salvar   | Juninho 38,81% para salvar     | Sacha 58,27% para salvar   | Sacha 48,58% para salvar   | Fernando 41,53% para salvar    | Yuri 44,28% para salvar      | Gui 37,53% para salvar                              | Vanessa 40,70% para salvar  | Sacha 67,44% para salvar  | Luana 71,06% para salvar    | Gui 51,96% para salvar    | Gui 51,96% para salvar    | Sacha 41,20% para salvar  | Sacha 48,30% para salvar  | Gui 65,75% para salvar     | Sidney 20,04% para salvar             | Sacha 50,93% para salvar  |
| Salvados                  | Gizelly 20,74% para salvar                                | Zé Love 51,91% para salvar   | Juninho 38,81% para salvar     | Sacha 58,27% para salvar   | Sacha 48,58% para salvar   | Fernando 41,53% para salvar    | Yuri 44,28% para salvar      | Gui 37,53% para salvar                              | Vanessa 40,70% para salvar  | Sacha 67,44% para salvar  | Luana 71,06% para salvar    | Gui 51,96% para salvar    | Gui 51,96% para salvar    | Sacha 41,20% para salvar  | Sacha 48,30% para salvar  | Gui 65,75% para salvar     | Sacha 42,43% para salvar              | Sacha 50,93% para salvar  |

## Décima séptima edición (2025)
| Bandera de ? |  |
| Bandera de ? |  |
| Bandera de ? |  |
| Bandera de ? |  |
| Bandera de ? |  |
| Bandera de ? |  |
| Bandera de ? |  |
| Bandera de ? |  |
| Bandera de ? |  |
| Bandera de ? |  |
| Bandera de ? |  |
| Bandera de ? |  |
| Bandera de ? |  |
| Bandera de ? |  |
| Bandera de ? |  |
| Bandera de ? |  |
| Bandera de ? |  |
| Bandera de ? |  |
| Bandera de ? |  |
| Bandera de ? |  |
| Bandera de ? |  |
| Bandera de ? |  |
| Bandera de ? |  |
| Bandera de ? |  |
| ------------ |  |

## Participantes de A Fazenda en otros programas
- A Grande Conquista
  - Bruno Tálamo - Primera edición (2023) - Expulsado
  - Lary Bottino - Primera edición (2023) - Expulsada
  - Leo Rodriguez - Primera edición (2023) - Expulsado
  - Marcos Oliver - Primera edición (2023) - Expulsado
  - Medrado - Primera edición (2023) - Expulsada
  - Thiago Servo - Primera edición (2023) - Ganador
  - Bifão - Segunda edición (2024) - Expulsada
  - Cátia Paganote - Segunda edición (2024) - Expulsada
  - Liziane Gutierrez - Segunda edición (2024) - Expulsada

- Bake Off Brasil
  - Mara Maravilha - SBT: Segunda temporada (2018) - Expulsada
  - Karina Bacchi - Celebridades: Segunda temporada (2022) - Expulsada
  - Babi Xavier - Celebridades: Tercera temporada (2023) - Expulsada
  - Rodrigo Capella - Celebridades: Tercera temporada (2023) - Finalista

- Dança dos Famosos
  - Viviane Araújo
    - Décima segunda edición (2015) - Ganadora
    - Décima octava edición (2021) - Expulsada

  - Valesca Popozuda - Décima tercera edición (2016) - Expulsada
  - Robson Caetano
    - Tercera edición (2006) - Ganador
    - Décima octava edición (2021) - Expulsado

  - Jojo Todynho - Décima novena edición (2022) - Expulsada
  - Nicole Bahls - Vigésima segunda edición (2025)

- Casais em Apuros
  - Ellen Moranguinho - Primera edición (2023) - Expulsada
  - Lidi Lisboa - Segunda edición (2023) - Ganadora

- Famosas em Apuros
  - Adriana Bombom - Primera edición (2021) - Expulsada
  - Luiza Ambiel - Primera edición (2021) - Expulsada
  - Li Martins - Primera edición (2021) - Ganadora
  - Cátia Paganote - Segunda edición (2022) - Expulsada
  - Raissa Barbosa - Segunda edición (2022) - Expulsada
  - Ana Paula Minerato - Tercera edición (2022) - Expulsada
  - Liziane Gutierrez - Tercera edición (2022) - Expulsada

- Game dos 100
  - Alex Gallete - Primera edición (2025)
  - Ângela Bismarchi - Primera edición (2025)
  - Fernanda Lacerda - Primera edición (2025) - Expulsada
  - Fernando Presto - Primera edición (2025)
  - João Zoli - Primera edición (2025)
  - JP Mantovani - Primera edición (2025)
  - Kamila Simioni - Primera edición (2025)
  - Rosiane Pinheiro - Primera edición (2025) - Expulsada

- Ilha Record
  - Dinei - Primera edición (2021) - Expulsado
  - Lucas Selfie - Primera edición (2021) - Expulsado
  - Nadja Pessoa - Primera edición (2021) - Expulsada
  - Valesca Popozuda - Primera edición (2021) - Expulsada
  - Caíque Aguiar - Segunda edición (2022) - Expulsado
  - Solange Gomes - Segunda edición (2022) - Ganadora

- La Venganza de los Ex: Caribe
  - Lipe Ribeiro - Temporada 2: Salseiro VIP (2022) - Participante
  - Matheus Lisboa - Temporada 2: Salseiro VIP (2022) - Participante
  - MC Mirella - Temporada 2: Salseiro VIP (2022) - Participante
  - Aline Mineiro - Temporada 3: Salseiro VIP 2 (2023) - Participante
  - Rico Melquiades  - Temporada 4: VIP (2025) - Participante

- MasterChef
  - Rachel Sheherazade - Celebridades:  Primera temporada (2025)
  - Tiago Piquilo - Celebridades:  Primera temporada (2025)
  - Valesca Popozuda - Celebridades:  Primera temporada (2025)

- Power Couple
  - Andréia Sorvetão - Primera edición (2016) - Expulsada
  - Gretchen
    - Primera edición (2016) - Expulsada
    - Séptima edición (2025) - Abandona

  - Diego Cristo - Segunda edición (2017) - Expulsado
  - Lorena Bueri - Segunda edición (2017) - Expulsada
  - Sylvinho Blau-Blau - Segunda edición (2017) - Expulsado
  - Aritana Maroni - Tercera edición (2018) - Finalista
  - Marlon - Tercera edición (2018) - Expulsado
  - Marcelo Bimbi - Cuarta edición (2019) - Ganador
  - Nicole Bahls - Cuarta edición (2019) - Ganadora
  - João Paulo Mantovani - Quinta edición (2021) - Expulsado
  - Li Martins - Quinta edición (2021) - Expulsada
  - MC Mirella - Quinta edición (2021) - Expulsada
  - Dinei - Sexta edición (2022) - Expulsado
  - Lucas Cartolouco - Sexta edición (2022) - Expulsado
  - Mussunzinho - Sexta edición (2022) - Finalista
  - Nahim - Sexta edición (2022) - Expulsado
  - Radamés Furlan - Séptima edición (2025) - Ganador
  - Rayanne Moraes - Séptima edición (2025) - Finalista
  - Victor Pecoraro - Séptima edición (2025) - Finalista

- Troca de Esposas
  - Rafael Ilha - Segunda edición (2020) - Participante
  - Cátia Paganote - Tercera edición (2023) - Participante

- The Masked Singer Brasil
  - Amaral - Segunda edición (2022) - Expulsado
  - Gretchen - Segunda edición (2022) - Expulsada
  - Sylvinho Blau-Blau - Tercera edición (2023) - Expulsado
  - Nany People - Quinta edición (2025) - Expulsada
  - Scheila Carvalho - Quinta edición (2025) - Expulsada
  - Sheila Mello - Quinta edición (2025) - Expulsada